# Storia di Bosa

## Le origini del nome

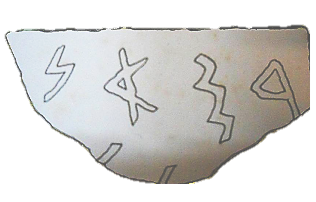
Disegno dell'iscrizione fenicia, oggi perduta, che conterrebbe il termine «bosano»

Un'epigrafe fenicia (CIS, I, 162) databile al IX secolo a.C. – e oggi perduta – documenterebbe per la prima volta l'esistenza di un etnico collettivo BŠʾN (in fenicio: 𐤁𐤔𐤀𐤍), riferito alla popolazione di questo luogo. Diversi studiosi, però, ritengono che tale iscrizione fosse un falso o negano che potesse leggersi in essa il termine «bosano» (così, da ultimo, Giovanni Garbini). In ogni caso, l'etnico latino bosanus è attestato con certezza in un'iscrizione della prima età imperiale e il nome di Bosa compare in questa forma nella Naturalis historia di Plinio il Vecchio (I secolo),  nella Geographia di Tolomeo (II secolo), nell'Itinerario antonino (III secolo), nella Cosmografia dell'Anonimo ravennate (VII secolo) e per tutto il Medioevo.
Priva di riscontri storici è invece la leggenda seicentesca secondo la quale la Bosa delle origini si sarebbe chiamata Calmedia, in onore della sua mitologica fondatrice, l'omonima figlia del Sardus Pater. La città si sarebbe dunque chiamata, sin dalla sua fondazione, “Bosa”.
Quanto all'etimologia del toponimo, il linguista Massimo Pittau ne ha affermato l'origine preindoeuropea. L'appellativo bosa indicherebbe un contenitore a forma di catino, immagine che richiamerebbe la morfologia del territorio su cui sorge la città, racchiusa in una vallata circondata da colline.
Eduardo Blasco Ferrer, invece, ritiene che il toponimo derivi dal paleosardo osa, con b prostetica, termine che significherebbe "foce".

## Leggende sulle origini della città
Nella seicentesca Relación de la antigua ciudad de Calmedia y varias antigüedades del mundo, opera anonima conservata nella Biblioteca universitaria di Cagliari, si narra che Calmedia, figlia o moglie del mitologico re Sardus Pater – il figlio di Eracle libico – giunta nella vallata attraversata dal Temo e colpita dalla bellezza dei luoghi, abbia deciso di fermarsi e di fondare una città che da lei avrebbe preso nome, nella località attualmente conosciuta come Calameda. L'anonimo autore racconta delle rovine della città romana, paragonandola per grandezza all'antica Babilonia. Descrive le mura che la cingevano presso l'attuale monte Nieddu e ne menziona una delle porte nelle vicinanze della fonte di Su Anzu.

## Preistoria
Nell’area del comune di Bosa non sono state ancora rinvenute tracce riferibili al Neolitico antico o medio, né all’Età del bronzo antico. Il territorio appare però frequentato in epoca successiva, come dimostrano le groticelle funerarie (domus de janas), rinvenute in varie località, il cui numero (almeno trentasei) e la cui superficie (sino a 88,53 m²), testimoniano una frequentazione umana piuttosto aggregata ascrivibile al Neolitico recente (riferibile alle culture di S. Michele di Ozieri e di Abealzu-Filigosa e, per le tombe dotate di dromos, all'Età del Rame. Ciò, in particolare, a Isoiluncas, Sorighes e Badde Orca.
Di particolare rilievo risulta la Tomba I di Pontes, che presentava le pareti interne levigate e dipinte di rosso, simbolo del sangue e della rigenerazione, e che era decorata con una raffigurazione di doppie corna, a testimonianza del culto della divinità taurina.
Si sono rinvenuti, inoltre, i resti di focolari rituali (Tuccaravo) e di coppelle, a destinazione sacrale, scavate nel pavimento di alcuni ipogei (Coroneddu e Funtana Lacos I); altre tombe, invece, presentano nicchie per le offerte funerarie.
Allo stesso periodo sono ascrivibili i resti di un dolmen e di un menhir in località Badde Orca.
All’Età del bronzo medio, invece, risalgono i due nuraghi complessi siti nelle località di Monte Furru e di S'Abba Druche – ove sono stati individuati anche i resti di un tempio isodomo (del tipo a pozzo o a rotonda) e di una tomba dei giganti – e quelli dalla struttura semplice di Rocca Pischinale, di Santu Lò e di San Giorgio. Ad eccezione del nuraghe di Santu Lò, i nuraghi sono stati edificati, per lo più, in posizione dominante (in collegamento visivo tra loro) e lontano dal fiume Temo: è verosimile, del resto, che la vallata fosse interessata da impaludamento, ciò che può aver condizionato negativamente il suo popolamento. Probabilmente per questo motivo e fatta salva la presenza di ulteriori resti non ancora scoperti o andati perduti (per esempio sul colle di Serravalle), la densità delle strutture nuragiche sul territorio bosano è scarsissima (0,029 per kmq) rispetto a quella registrata a livello regionale e locale (Marghine-Planargia), rispettivamente pari a 0,27 km² e a 0,57 km².
I siti preistorici e protostorici presentano spesso tracce di riutilizzo in epoca successiva, come nel caso della villa rustica nei pressi di S'Abba Druche, delle tombe romane presso il nuraghe di Monte Furru e la chiesa di Santu Lò eretta sul nuraghe omonimo.

## Epoca antica (IX-III secolo a.C.)

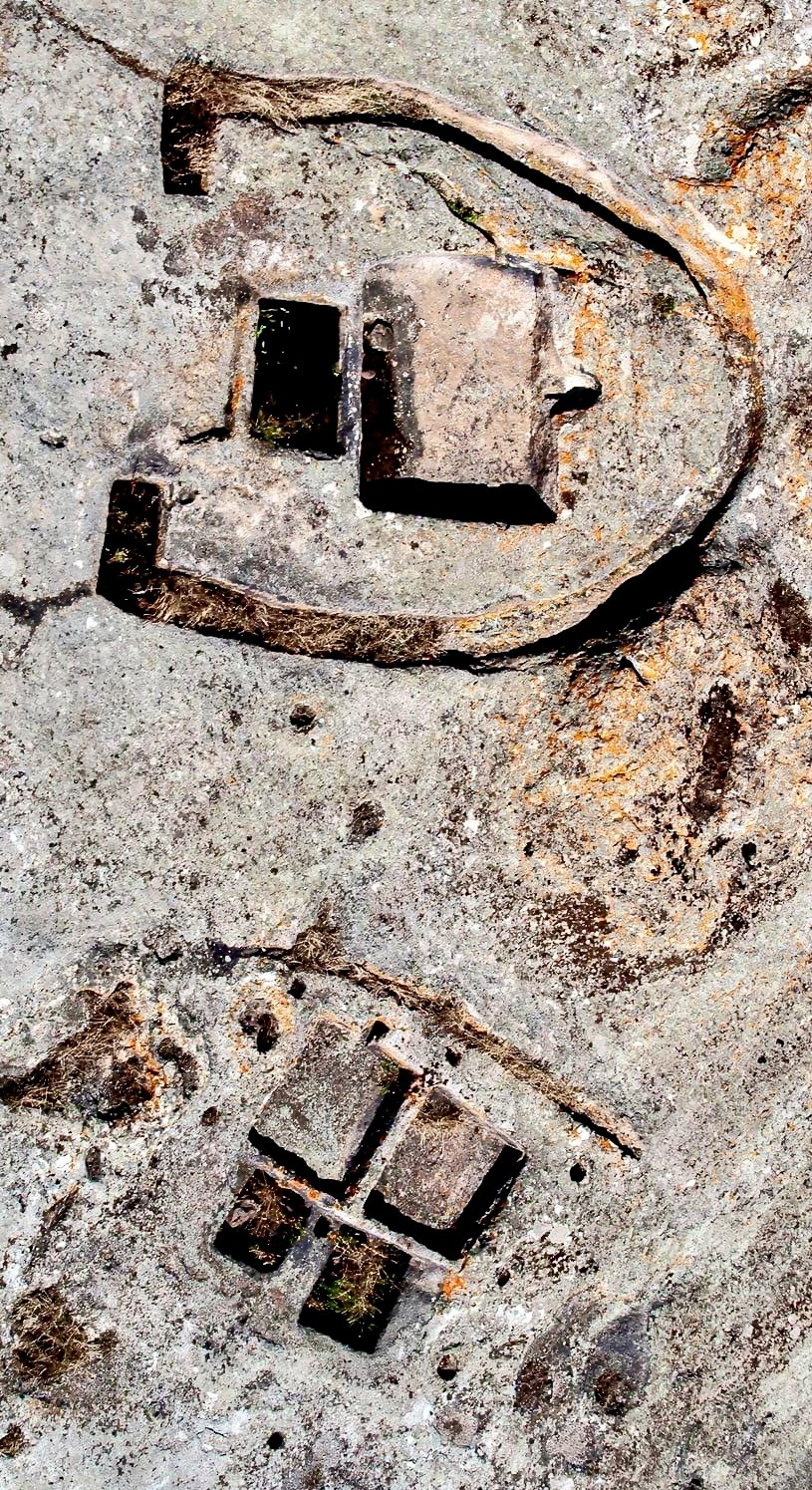
Palmenti rupestri di S'Abba Druche

Il territorio di Bosa, come anzidetto, è stato senz'altro popolato in epoca nuragica; nulla di certo si conosce, invece, circa lo stanziamento di un eventuale centro abitato o emporium fondato dai Fenici o dai Cartaginesi, la cui frequentazione della zona, quantomeno a fini commerciali, sarebbe attestata dal rinvenimento di materiale punico; in particolare, sono stati acquisiti ripostigli di monete, di ceramiche e uno scarabeo egittizzante di importazione (VII-VI secolo a.C.).
Non da ultimo, alcuni toponimi locali sono stati interpretati come punici: tra questi, Magomadas, che significherebbe “mercato nuovo” (Mqm hdsh) e consentirebbe forse di ipotizzare la fondazione di un emporio commerciale cartaginese, probabilmente successivo a quello bosano.
I Punici, così come successivamente anche i Romani (che costruirono un insediamento produttivo a S'Abba Druche, sfruttando precedenti costruzioni nuragiche), dovettero usare per l'approdo la foce del fiume Temo, allora all'altezza della località Terridi-Sa Molina e difesa dal maestrale e dalle mareggiate grazie al riparo offerto dall'Isola Rossa e dall'altopiano di Sa Sea, sul cui fianco restano ancora tracce di bitte per l'attracco delle barche e solchi di carri. Il porto bosano, così geograficamente definito, si trovava  – nella costa sarda occidentale – al centro della rotta tra l'Herculis Insula (l’Asinara) e l'Heraklèous limén (nei pressi di Nora), i cui toponimi sono stati collegati al culto della divinità – fenicia e punica – Melqart, associata dai Romani a Eracle/Ercole.
Si è supposto che l'approdo fluviale bosano rappresentasse il porto di partenza o una tappa della rotta che consentiva il trasporto di macine di pietra verso Cartagine e che sarebbe attestata almeno sin dalla metà del IV secolo a.C.. A tale proposito, si segnala il rinvenimento in diverse aree del Mediterraneo, nonché nei fondali di Bosa e delle aree limitrofe, di numerose macine fabbricate presso un importante sito di produzione dell’entroterra sardo (Mulargia), ad appena 30 km dal porto di Bosa, porto che era posizionato – come anzidetto – non lontano dalla località di Sa Molina (dal latino mola, “macina”, richiamata anche dalla vicina Tanca de sa Mola). Nel territorio, inoltre, si rinvengono tracce della lavorazione di macine in pietra presso la scogliera di Sa Roda-Pedras Nieddas.
Quel che appare certo è che la presenza di un approdo naturale e dell'unico fiume navigabile in Sardegna assicurava a Bosa un agile collegamento con l'interno dell'isola e la apriva ai traffici marittimi.
Forse non lontano dall’area portuale o, secondo l'ipotesi tradizionalmente accreditata, nella vallata di Messerchimbe, più all'interno e sulla sponda sinistra del fiume, si sarebbe sviluppato un centro urbano connesso al sistema portuale, fatta salva la presenza di ulteriori insediamenti e di centri di produzione a carattere agricolo antecedenti e sparsi in altre aree del territorio, spesso localizzati in corrispondenza di costruzioni nuragiche. A favore della collocazione dell'abitato nella riva sinistra vi sarebbero il rinvenimento di numerosi reperti nei dintorni di San Pietro e la circostanza che la riva destra, per il forte rischio di inondazioni, non sarebbe stata idonea a ospitare un insediamento.
Al contrario, qualche studioso (Antonietta Boninu, Marcello Madau), in base alla conformazione del luogo, sostiene che in età cartaginese e poi romana il sito urbano fosse sì all'altezza di Messerchimbe, ma sulla riva destra (tra Prammas, Padruaccas e Contra). A supporto della collocazione sulla riva destra dell'abitato romano, è stata inoltre effettuata una ricostruzione della geografia storica della vallata del Temo, dai cui esiti emergerebbe l'ipotesi che il primo insedimento stabile e connotato come una polis dovrebbe potersi individuare nella polis romana da collocare probabilmente nella piana di Prammas, protetta da alluvioni e vicina a sorgenti di acqua dolce. Sulla sponda sinistra, invece, si sarebbero concentrate l'area sacra e la necropoli,  agevolmente raggiungibili attraverso il guado del fiume e, poi, con la costruzione del ponte romano eretto fra le due rive. In tal caso, si potrebbe anche pensare a uno sdoppiamento e a una progressiva traslazione dell'abitato in età bizantina, con un nuovo agglomerato formatosi intorno alla cattedrale di San Pietro, sul sito della necropoli romana frequentata almeno dal II al VII secolo d.C. (di cui sono state rinvenute numerose iscrizioni funerarie e tombe).
È probabile, in ogni caso, che – nella fase preromana e forse fino all'insediamento del nucleo abitativo medievale sulla collina di Serravalle – Bosa fosse costituita da un sistema insediativo aperto e sparso lungo entrambe le rive del fiume, con aree portuali che dovevano interessare una zona più vasta rispetto a quella indicata tradizionalmente a valle di Terridi-Sa Sea – e, in particolare, con altri piccoli approdi dislocati intorno alla collina di Serravalle, nella piana di Prammas e nei gradoni di Messerchimbe – e con fattorie site lungo il fiume e con accesso diretto allo stesso per agevolare il carico delle merci, nonché, infine, con un modesto spazio monumentale (composto dagli edifici pubblici), riparato dalle inondazioni del Temo e forse separato dall'area abitativa e, infine, una necropoli, non necessariamente in posizione periferica rispetto alle altre zone dell'abitato.

## Storia romana (238 a.C.-456)
In età romana la città divenne, forse dalla prima età imperiale, un municipio con un proprio ordine di decurioni e un collegio di quattuorviri.
Il patrimonio epigrafico di epoca romana proveniente da Bosa si compone di ventuno iscrizioni funerarie provenienti dalla menzionata necropoli e contenute in cippi o steli di trachite prodotte da un’officina locale e caratterizzate da una peculiare terminazione a timpano incorniciato, al cui interno era spesso incisa una rosa a sei petali, entro una corona circolare. Gli epitafi restituiscono i nomi di numerose gentes (Rutilia, Antonia e Iulia, in particolare, sono le più rappresentate). Tre sono invece le iscrizioni onorarie; fra di esse si annovera una lastra di bronzo del I-II secolo, rinvenuta a Civita di Marano e contenente un decreto di patronato stipulato tra l'ordo populusque Bosanus e un patrono di Cupra Marittima.
Una targa marmorea, usata sino al 1839 come gradino dell’altare maggiore di San Pietro, contiene invece menzione della dedica da parte di un magistrato o sacerdote locale, Quintus Rutilius, di quattro statue di argento raffiguranti Antonino Pio, Faustina, Marco Aurelio e Lucio Vero (138-141 d.C.). La targa, che dovrebbe provenire, secondo Lidio Gasperini, dall'Augusteum di Bosa, attesta l’introduzione del culto imperiale nel territorio.

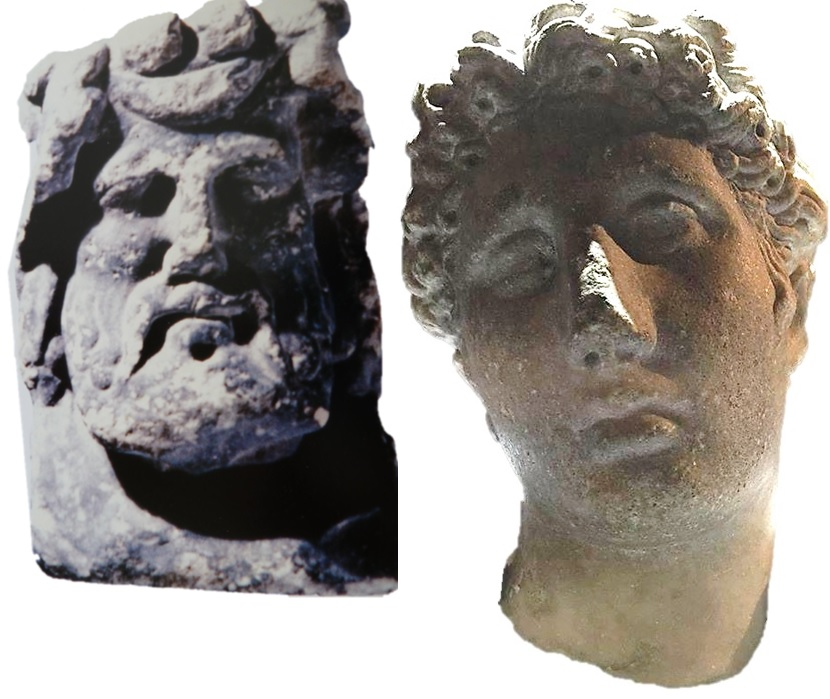
Teste marmoree di Giove Ammone e di una replica di Dionysos Tàuros di età antonina rinvenute nel fiume Temo nel 1975

All'età degli Antonini risale anche la promozione di un anonimo flamine municipale bosano al massimo sacerdozio provinciale della Sardegna. In relazione ai culti pagani, si segnala poi il rinvenimento di una testa di marmorea di Dyonisos Tauros (replica di età antonina di una statua di Prassitele) e di un Giove Ammone, che testimonia un influsso religioso orientale.
Seppure sia attestato il funzionamento di un ordo decurionum e populis e sia stata ipotizzata la presenza di un Augusteum, non è però noto il sito in cui doveva essere collocata l’area monumentale della Bosa romana, con il foro e gli edifici funzionali allo svolgimento delle attività pubbliche del municipium. Sono state però segnalate concentrazioni di materiale ascrivibile all’età imperiale e tardo-antica a ovest della chiesa di San Pietro, in località Messerchimbe; una villa rustica tardorepubblicana è invece attesta lungo la costa di S’Abba Druche, mentre ulteriori resti sono presenti in località Monte Furru (tombe) e Santu Lò.
Occorre segnalare che – nel II secolo d.C. – Tolomeo colloca Bosa tra le città interne della Sardegna, seppure a breve distanza dalle foci del Temo. 
Si deve tenere conto, però, che nell'antichità e nel Medioevo il fiume sfociava in un’area molto più arretrata, a due chilometri a est dall'Isola Rossa, mentre oggi, a causa dell'interramento della vallata e dell'unione dell'isola alla terraferma, la distanza tra la linea costiera e l’isola si è ridotta ad appena 300 metri.
Seppure non sia chiaro se il municipium si trovasse sulla sponda destra o su quella sinistra, si sa, però, che lo stesso era prossimo alla strada che, nell'Itinerario antonino, prende il nome di A Tibulas Sulci. Quest’ultima superava il Temo nei pressi della necropoli di San Pietro, in località Pont'Etzu, con un ponte romano a un'arcata (di cui permangono le fondazioni di un pilone), e collegava Bosa con Cornus (distante 18 miglia), Nora e Karales, a sud, e con Carbia (nei pressi di Alghero), a nord.
Via mare erano attivi traffici con la penisola italica (in età romana repubblicana), nonché con l'Iberia, la Gallia e l'Africa proconsolare (in età imperiale).
Alcune ancore, rinvenute a Turas, portano incise il nome di Lucius Fulvius Eutichianus, un appaltatore di trasporti marittimi che gestiva, tra il I e il II secolo, un articolato sistema di trasporto via nave delle derrate prodotte dai numerosi latifondi privati e imperiali, documentati già nel III secolo e siti tra Bosa, Cornus e Cuglieri e che trovavano imbarco nel porto di Bosa. L’attività portuale dovette proseguire anche in epoca tarda, come dimostra il rinvenimento di iscrizioni funerarie cristiane relative ad altri appaltatori marittimi.
Quanto ai latifondi imperiali, le loro rendite furono forse concesse – per volontà dell’imperatore Costatino – alla Chiesa, che finì con l’impossessarsi delle relative proprietà fondiarie. In epoca bizantina e altomedievale, invece, diversi saltus furono acquisiti al demanio dei Giudici, attraverso intricati passaggi di proprietà e donazioni.

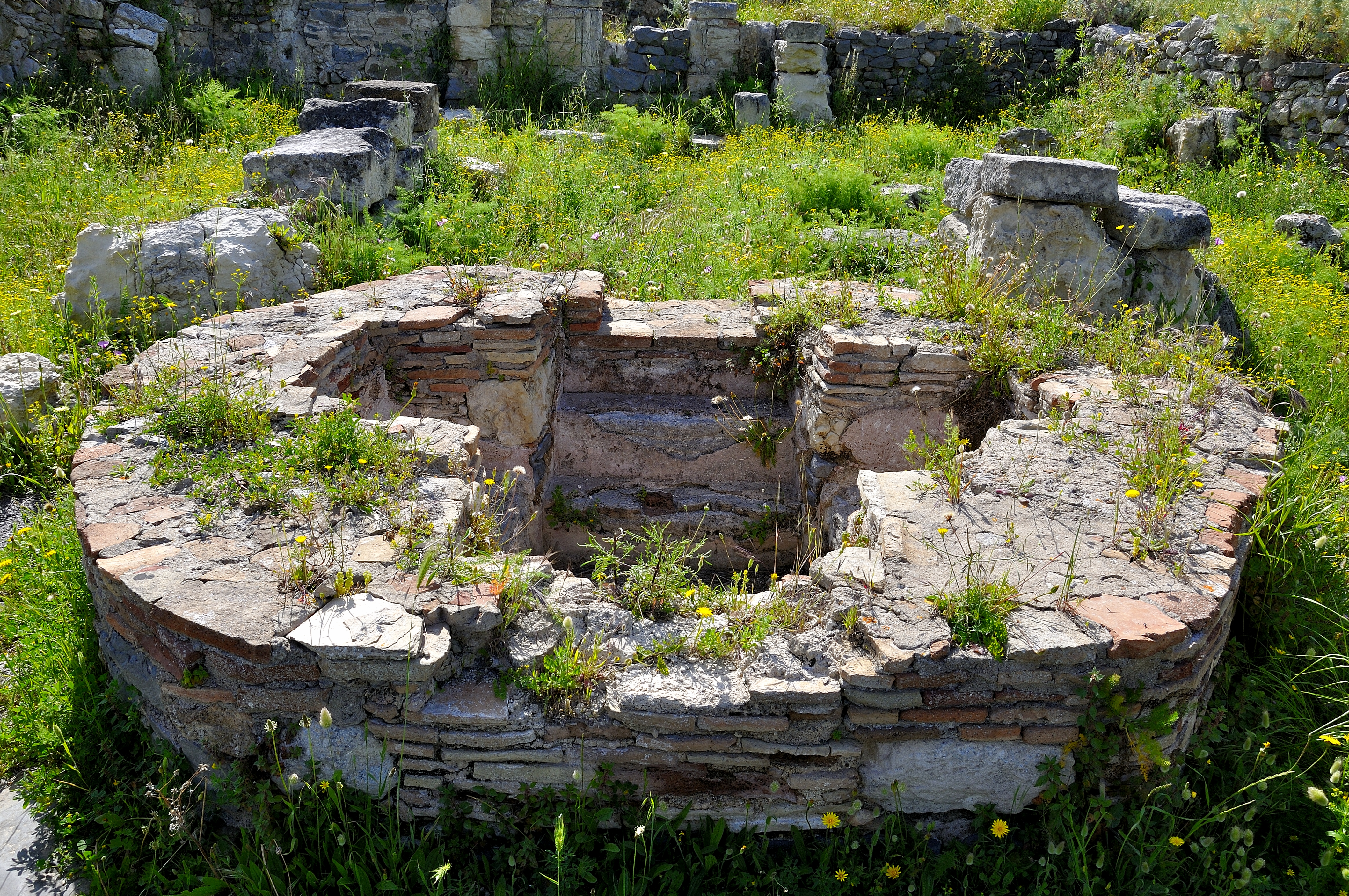
Fonte battesimale di Cornus, Cuglieri

La fede cristiana fu introdotta già nei primi secoli, come nelle altre città costiere: del resto, le grandi vie di traffico marittimo del periodo avevano come scalo abituale anche i porti occidentali della Sardegna, come testimonia l’editto De Pretiis di Diocleziano. I primi cristiani sbarcati nell’isola erano generalmente persone di modesta condizione sociale (marinai, mercanti, artigiani e schiavi) provenienti dall’Italia, dal Nord Africa, dalla Spagna e dalle colonie ebraiche. Successivamente si aggiunsero militari, commercianti e liberti, tra i quali molti ebrei. Il patrono della città, sant’Emilio, fu tra i cristiani che – giunti in Sardegna a seguito delle persecuzioni dei Vandali – trovarono il martirio nell’isola (nella stessa Bosa, secondo la tradizione locale).
La comunità cristiana di Bosa afferiva alla diocesi di Cornus-Senafer, istituita probabilmente tra il IV e il V secolo e molto probabilmente si dotò presto di luoghi di culto, in luoghi isolati rispetto alla città pagana e presso i cimiteri. Per il periodo paleocristiano, per Bosa, sono stati ipotizzati almeno tre luoghi di culto; due d questi sono andati distrutti ed erano dedicati rispettivamente a San Giacomo (presso Sa Idda Ezza) e a Santo Stefano (presso Santu Istevene e probabilmente annesso a un edificio chiesastico monacale). Un altro esiste tuttora, seppure rimaneggiato nei secoli successivi: la chiesa di San Giovanni Battista, presso l’attuale cimitero, che fu la chiesa parrocchiale e battisteriale della comunità sino al 1595, quando fu sostituita dalla chiesa di Santa Maria (l’attuale concattedrale dell’Immacolata).

## Medioevo vandalo (456-534) e bizantino (534-851)
(Lastra marmorea conservata presso la chiesa di San Pietro di Bosa)

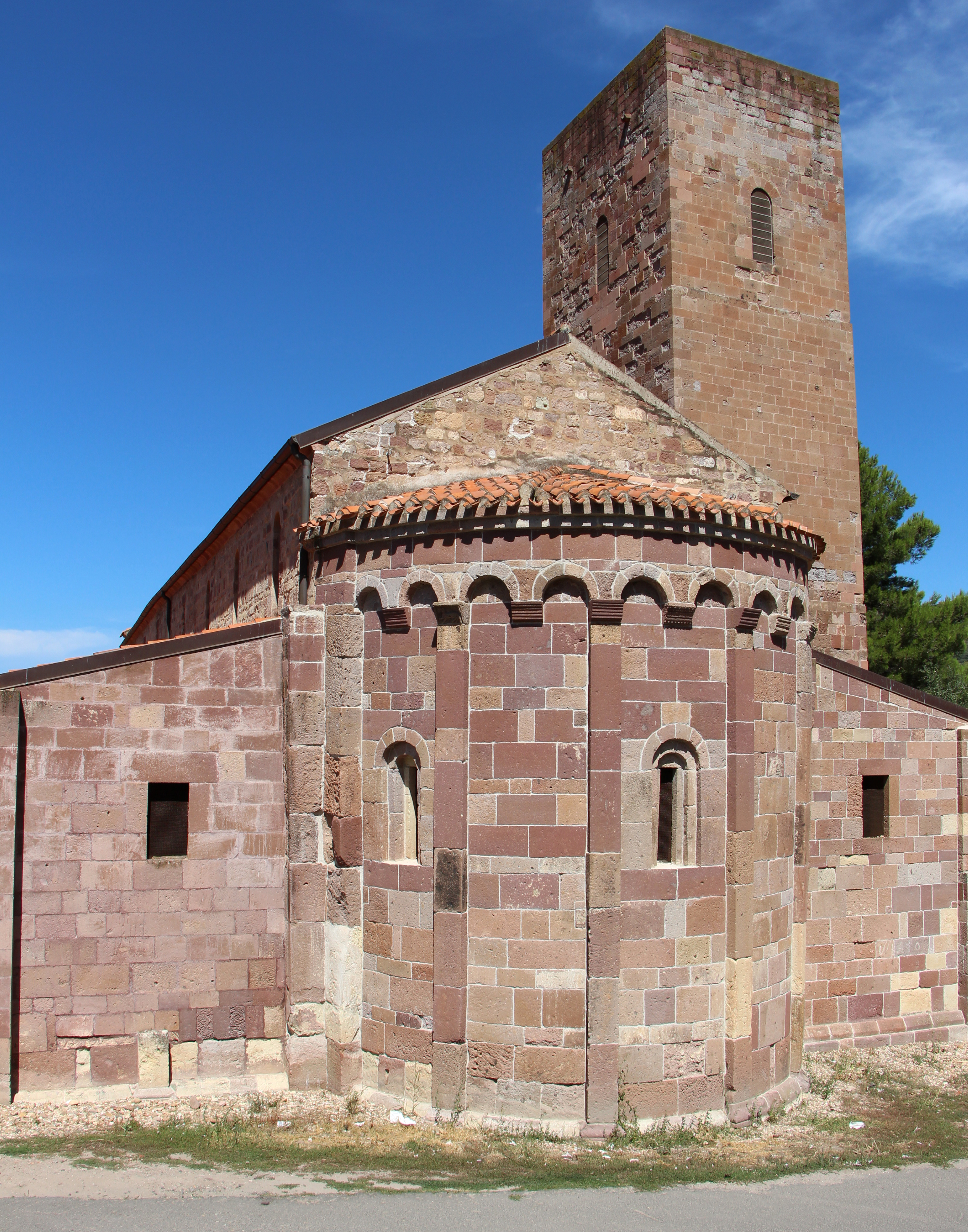
Abside della chiesa di San Pietro.

Dopo la caduta dell'Impero romano d'Occidente, la Sardegna fu occupata dai Vandali, che mantennero nell'isola un presidio militare per 77 anni.
Nel 534 l’isola passò sotto la dominazione dell’Impero bizantino, che fu intervallata da una breve occupazione ostrogota.
La conquista bizantina comportò per la Sardegna importanti trasformazioni sociali e culturali; durante questo periodo, per esempio, si portò avanti una forte opera di evangelizzazione anche attraverso il massiccio arrivo di monaci orientali ed eremiti, in fuga dalla persecuzione iconoclasta degli imperatori d’Oriente.
Al periodo bizantino risale probabilmente la chiesa dei santi guaritori Cosma e Damiano, così intitolata dopo le pestilenze del Seicento, ma in origine dedicata a san Bacco/Bacchisio, molto venerato come martire, in Oriente, insieme a San Sergio. A tale chiesa bizantina è probabilmente da connettere rinvenimento, a Bosa, di un blocco di trachite (forse una mensola) che riporta, in greco, l’iscrizione “Sergio”. Molti altri edifici di culto furono eretti in questo periodo, anche sopra i resti di costruzioni precedenti.
Il legame tra l'isola e Bisanzio si fece più forte col passare del tempo e la Sardegna rimase bizantina durante l'invasione della penisola italica da parte dei Longobardi. L'influenza dell’Impero d’Oriente si fece sentire in maniera particolare in ambito religioso. La Chiesa sarda dipendeva, dal 732, dal Patriarcato di Costantinopoli che praticava il rito greco, diverso da quello latino per alcune forme liturgiche. Tale rito venne introdotto nelle cerimonie, insieme a tradizioni e feste di cui rimangono tuttora tracce, come nel caso della venerazione dell'imperatore-santo Costantino I, che per i sardi divenne Santu Antine e la cui effigie aureolata campeggia nell’architrave della prima cattedrale di Bosa al fianco della Madonna e dei santi Pietro e Paolo. All’epoca era anche in vigore il calendario bizantino, nel quale il capodanno è festeggiato settembre, ragion per cui, in sardo, questo mese è denominato cabudanni.
In età bizantina, l'insediamento si concentrò probabilmente in una posizione più arretrata rispetto alla costa, a oriente, e più prossima al fiume Temo.
Nei pressi della chiesa di San Pietro – dove, a est del tempio, sono state rinvenute sepolture del VI e della fine del VII secolo – forse sorgeva una struttura destinata alla liturgia funeraria, la cui funzione sarà poi assunta dalla futura chiesa di San Pietro. Scarse sono però le notizie relative al periodo.

## Medioevo giudicale (851-1259)
A partire dall’VIII secolo, la Sardegna fu oggetto di una serie di incursioni musulmane, che non trovarono un’efficace opposizione da parte dell’esercito bizantino. A poco a poco, il distante potere imperiale scomparve e, probabilmente, i funzionari a capo delle regioni amministrative sarde dell’Impero bizantino si trovarono a esercitare una sovranità indipendente ed ereditaria, dando origine ai giudicati sardi.
Anche Bosa dovette subire per tutto il Medioevo le scorrerie degli Arabi, tuttavia non perse la sua importanza e anzi, entrando a far parte del nascente Giudicato di Torres, conobbe un periodo di rinascita. Seppure incluso nella Curatorìa di Frussia (con capitale Flussio) e in un’area già provvista, prima del 1190, di un castello di pertinenza giudicale (presso Cuglieri), Bosa divenne presto il centro abitato più importante dell’area, fulcro degli interessi della dinastia regnante e delle aristocrazie locali, che avevano – nell’entroterra bosano – numerosi latifondi. Il principale indice dell’acquisizione di una dimensione civica da parte di Bosa è conferimento della dignità episcopale a partire dalla metà dell’XI secolo.
A seguito dello scisma ortodosso del 1054, la Sardegna aveva spezzato il legame con la Chiesa di Costantinopoli e aveva fatto ritorno nella sfera latina. Nel decennio successivo, Papa Alessandro II riformò dunque la Chiesa sarda con l'obiettivo di razionalizzare il servizio spirituale per le popolazioni rurali e Bosa fu eretta a sede vescovile. La nuova diocesi di Bosa inglobò quella Senafer-Cornus, il cui quartiere vescovile era stato gradualmente abbandonato, insieme alla stessa Cornus, dopo l’arrivo dei Vandali.
A seguito dell'istituzione della diocesi di Bosa, tra il 1052 (o il 1063) e il 1073, fu edificata la chiesa cattedrale dedicata a San Pietro. La decisione di Costantino de Castra (primo vescovo di Bosa di cui si abbia notizia) di intitolare a San Pietro la cattedrale bosana può essere forse intesa come segno di schieramento dalla parte del pontefice romano dopo lo scisma ortodosso. Del resto, come sappiamo da una lettera di Papa Gregorio VII, Costantino de Castra fu impegnato personalmente nel 1073 nella propaganda cattolica presso i Giudici della Sardegna e nello stesso anno ricevette da papa Gregorio VII la nomina ad arcivescovo di Torres.
La presenza del vescovo comportò la definizione di un'idonea consistenza patrimoniale e incentivò attività diverse da quelle di qualsiasi altra villa giudicale, inoltre, la presenza di un porto fece di Bosa luogo di rappresentanza delle aristocrazie locali e d'interazione tra religiosi di differente provenienza. In questo contesto, la nuova diocesi si aprì all'insediamento di numerosi enti monastici, favorito dai Giudici di Torres, come avvenne poi nel caso della fondazione dell'abbazia cistercense di Nostra Signora di Corte, nella vicina Sindia. È attestata, a Bosa, la presenza di una chiesa cistercense con monastero annesso, intitolata a Maria Salvada, nei pressi della fontana de sos Padres (in italiano, “dei frati”), nella sponda sinistra del Temo.
Al capillare insediamento di ordini monastici fece eco la penetrazione politica e commerciale di Pisa e di diverse altre signorie italiane nel Logudoro.
Bosa, in particolare, ne godette particolarmente in termini di progresso economico e sviluppo urbanistico, diventando uno dei centri di distribuzione verso i quali confluiva il surplus di produzione agropastorale dell’entroterra. Nella seconda metà del XII secolo, del resto, è attestata, a Bosa, l’istituzione di un console dei mercanti di Pisa e la città compare nel Constitutum Usus pisanes civitatis tra i principali porti sardi. È probabile, dunque, che avessero stanziato a Bosa un proprio fondaco mercantile.
D’altro canto, già nel 1202 e nel 1210, in occasione dei patti matrimoniali stipulati dai giudici di Torres (rispettivamente con Bonifacio di Saluzzo e Nicolò Doria), l'approdo bosano è indicato come il secondo più importante del regno, idoneo a ricevere importanti ambasciate. Nel suo porto, del resto, è attestata l’attività di numerosi mercanti pisani e, dal XIII secolo, anche di liguri e corsi, a causa dei legami stabiliti fra i marchesi di Saluzzo, i Doria e il Comune di Genova con i giudici di Torres.
La città giudicale rappresentò, in questo contesto, il centro di raccolta, di stoccaggio e di smercio della produzione agricola della parte meridionale del Giudicato. Vi trovavano spazio, inoltre, specifiche attività produttive esercitate sul fiume e, dal Duecento, la pesca di coralli.
In connessione a tale fervore economico, in epoca giudicale si sarebbe sviluppato un insediamento strutturale di natura periportuale sul versante occidentale del colle di Serravalle, tra le vie Chiassuolo e Bulvaris, che gravitava intorno a un approdo fluviale sito in corrispondenza della confluenza, sulla riva destra, di un corso d'acqua formato dal rio Catalanu e dal rio S'Aladerru, in un'area attualmente interrata e chiamata ancora in una carta catastale precedente al 1859 come “Contrada del molo”. A questo centro giudicale, che aveva come luogo di culto la chiesa di San Giovanni Battista, si sarebbero sommati, nell'area di Corte Intro e di via del Pozzo, fondaci di mercanti stranieri. Si tratta di isolati disposti intorno a un cortile centrale, dotati di pozzo, magazzini e nel migliore dei casi di forno e chiesa di loro esclusiva pertinenza. I fondaci, così definiti, potevano essere chiusi per esigenze di difesa ed erano posti necessariamente all'esterno della città giudicale per garantire la reciproca sicurezza, giacché la presenza di comunità straniere poteva rappresentare un rischio militare (ciò almeno fino al 1283, quando la Corona d'Aragona dispenserà i mercanti stranieri dall'utilizzo di tali strutture). La presenza di mercanti stabilmente organizzati sarebbe dimostrata dalla notizia dell'operare, a Bosa, di numerosi mercanti corsi, liguri, toscani, forse ebrei e, soprattutto, di corallari marsigliesi con propri consoli, nonché dalla menzione, nella topografia urbana, di una via Anzena e di una via Franzina (rispettivamente via “straniera” e via “franchigena”), nei pressi di un'area (Corte Intro-via del Pozzo) che presenta una conformazione edilizia racchiusa entro un cortile comune e posta in comunicazione con la viabilità principale attraverso stretti passaggi, in origine chiudibili. Alcuni studiosi hanno ipotizzato l’edificazione di un fondaco pisano nel luogo in cui poi sarebbe sorta la chiesa di Sant’Antonio, presso il ponte, dove – forse – era sito l’ufficio doganale giudicale.
Il centro periportuale giudicale si sarebbe così contrapposto all'insediamento bizantino, concorrendo alla sua crisi e rendendo secondario il ponte romano di Pont'Ezzu; conseguentemente, avrebbe polarizzato i flussi commerciali a detrimento degli interessi di pertinenza vescovile.
La polarizzazione urbana intorno alle pendici del colle di Serravalle trovò però il suo culmine soltanto in seguito, quando Bosa passò sotto il controllo dei Malaspina e, successivamente, degli Arborea.
Ciò avvenne nel XIII secolo, quando il Giudicato di Torres subì un progressivo indebolimento, che aprì la strada l'aumento dell'influenza nell'isola di alcune nobili famiglie rivali – genovesi, toscane e lombarde – spesso assicurata attraverso unioni matrimoniali, come quello tra Adelasia (o Adelaide) Malaspina e Guglielmo di Massa (giudice di Cagliari dal 1188 al 1214).
Fu in questo contesto che, come si legge nella terza redazione del Commento alla Divina Commedia di Pietro Alighieri (1358 circa), il marchese toscano Corrado Malaspina il Giovane sposò (intorno al 1232) una nobildonna (forse di nome Urica e figlia naturale del giudice di Torres Mariano II) dalla quale avrebbe ricevuto in dote la città di Bosa e il castello di Osilo. In assenza di eredi maschi, alla morte prima di Urica e poi di Corrado (avvenuta quest’ultima dopo il settembre del 1294), i possedimenti passarono ai Malaspina.

## Medioevo malaspiniano (1260/1270-1317 circa)

Stemma nobiliare dei Malaspina dello Spino Secco

Ottenuto il dominio su Bosa, i Malaspina costruirono nell'area orientale del colle di Serravalle il primo nucleo del castello medievale (nei pressi dell’attuale torre maestra), la cui cinta muraria sarà poi estesa in epoca aragonese, fino a racchiudere completamente l’altopiano. La data di costruzione della roccaforte malaspiniana è stata fissata intorno alla seconda metà del Duecento.
La costruzione della fortezza sul colle di Serravalle, che sovrasta la vallate del Temo, era finalizzata alla sostituzione delle strutture giudicali nella gestione di un sistema economico già strutturato e gravante lungo il corso del fiume.
Al contempo, i Malaspina lotizzarono i terreni alle pendici del colle allo scopo di costituire un nuovo insediamento alle falde del castello. Il processo di popolamento del nuovo borgo fu probabilmente graduale, stentato e tardo, al punto che si concluse forse soltanto con gli Arborea.
L'insediamento appalesa un intento progettuale: in cima il castello e, in basso, il borgo separato dal primo da uno spazio di sicurezza, forse di dimensioni pari almeno alla gittata delle armi da lancio e chiuso da palizzate o altri accorgimenti.
Nel borgo le abitazioni sono distribuite secondo un modello rigido e preordinato, le cui uniche deviazioni sono determinate dalle curve di livello della collina. Le case, a schiera, presentano una doppia apertura, a monte e a valle, secondo un modello costruttivi estraneo a quello sardo per le case di pendio.
In definitiva, il popolamento non fu libero e incontrollato, ma progettato dall'autorità signorile che, probabilmente, promuoveva il trasferimento nel nuovo borgo a gruppi familiari ai quali garantiva protezione e vari privilegi, necessari alla formazione dei propri fideles. Si presume che, sul piano politico, i Malaspina fossero impegnati in una mediazione tra i propri obiettivi di affermazione signorile e le istanze di mantenimento delle prerogative fiscali e commerciali da parte delle personalità locali e dell'aristocrazia giudicale.
In questo contesto, dovettero avere un ruolo preminente i numerosi liguri e toscani, oramai sardi di seconda e terza generazione, che – previa garanzia di conservazione dei privilegi già acquisiti – si dimostrarono aperti alla nuova signoria. Del resto, il processo di popolamento dovette essere pacifico e volontario, non spinto da necessità di sicurezza politica e militare, dal momento che – al contrario di quanto avveniva a Osilo (in continuo conflitto con Sassari) –, a Bosa non si registrarono scontri o ribellioni fino al XIV secolo.
Tutto ciò premesso, però, è certo che, nel 1254, il castello – se già edificato – non rappresentasse alcun potere signorile sul territorio. Il 2 aprile di quell'anno, infatti, i consoli dei marsigliesi residenti a Bosa si appellarono non già ai marchesi toscani, bensì al rector di Torres e Gallura (Guglielmo di Gragnana) per chiedere libertà e franchigie per tutti i corallari e mercanti di Marsiglia, ottenendo dal vicario regio quanto richiesto con un atto redatto nel palazzo vescovile di San Pietro, a Bosa, e ratificato dal curatore di Frussia e dal castellano di Montiverru, entrambi ufficiali giudicali.
L'apparato amministrativo del giudicato turritano si disgregò comunque poco tempo dopo, con la morte nel 1259 della giudicessa Adelasia di Torres (nipote di Adelaide Malaspina e Guglielmo I). La conseguente crisi del giudicato alimentò fortemente le mire espansionistiche del giudice di Arborea e di Genova. In questo contesto di forte instabilità, i Malaspina avevano contratto vincoli di alleanza o vassallaggio ora con Pisa, ora con Genova.

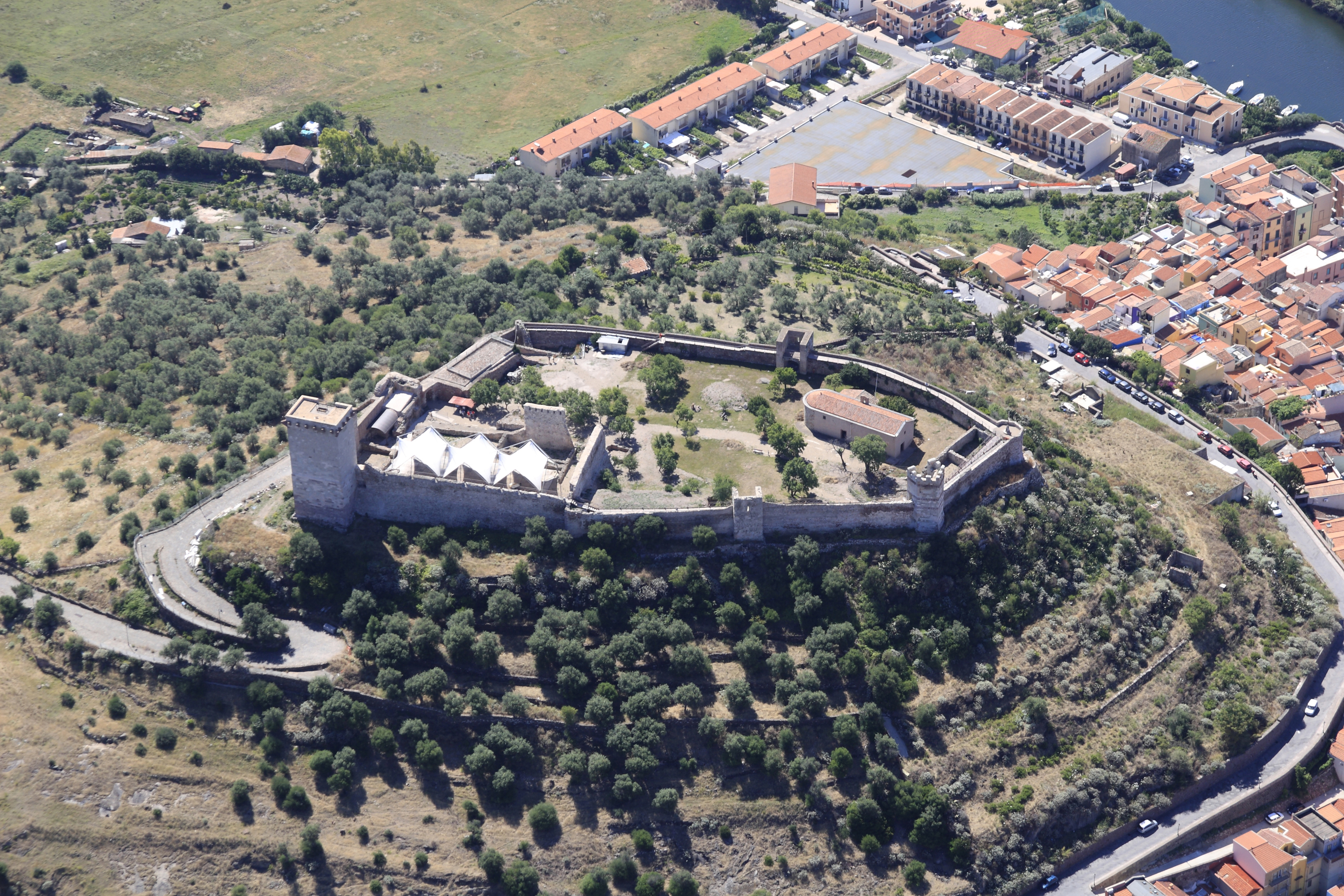
Castello di Serravalle di Bosa. Il primo nucleo della fortezza, attribuito alla costruzione dei Malaspina, corrisponde al settore rettangolare nell’angolo inferiore sinistro

Forse per assicurare un più capillare controllo territoriale e per garantire una pacifica divisione ereditaria, Corrado il Giovane, privo di eredi legittimi, nel 1266 divise i domini sardi in tre parti, tenendone una per sé e donando le restanti quote agli zii Manfredi e Moruello. Entrato in possesso anche di una quota dei possedimenti sardi (castris, villis, terris et locis) anche Alberto Malaspina, nel 29 settembre 1281 ne cedette i due terzi ai fratelli, Manfredi e Moruello di Mulazzo (che morirà in Sardegna nel marzo del 1285), e un terzo ai nipoti (Corrado, Opizzino e Tommaso), con il diritto espresso, tra l'altro di pescare in acque dolci e nel mare e di raccoglierne i coralli. Un'intensa attività portuale e commerciale è attestata, in questi anni, da diversi documenti redatti da mercanti genovesi. Tra il 1272 e il 1323, probabilmente per opera dei Malaspina (o degli Arborea, subentrati nel 1317 ai Marchesi lunigiani), furono anche redatti gli statuti di Bosa, in lingua pisana o italiano volgare (i predecessori di Giovanni Malaspina di Villafranca avevano anche redatto i capitoli di Osilo).
Già in seguito all'assetto venutosi a creare con la prima delle divisioni sopra menzionate, i marchesi dovettero ritenere il controllo dei territori sardi ben consolidato se, già nel 1268, si determinarono a chiedere – dopo aver probabilmente prestato giuramento di fedeltà al Pontefice per quei domini – che fosse assegnata loro la vicarìa pontificia in Sardegna. A questa richiesta, però, il papa Clemente IV oppose il suo diniego, affermando, tra le altre cose, che la Sede Apostolica non aveva un possesso pieno e pacifico della terra sarda.
Nel 1297, papa Bonifacio VIII istituì il Regno di Sardegna e Corsica, che concesse al re Giacomo II di Aragona. Questi avrebbe dovuto rispettare i diritti territoriali che gli Arborea, i Doria e i Malaspina avevano nell'isola, purché ciascuno di essi riconoscesse la sovranità della Corona d'Aragona sulla Sardegna. L'imminente arrivo degli Aragonesi nell'isola accelerò dunque la conquista di nuovi territori da parte dei signori toscani e liguri, anche allo scopo di ottenere dal re d'Aragona un'investitura formale che ne legittimasse giuridicamente il possesso di fronte al nuovo sovrano.
In questo contesto, si inserisce la strategia espansionistica portata avanti dai Malaspina nel nord della Sardegna. Sul piano matrimoniale, in data anteriore al 1301 Opizzino Malaspina, tramite un figlio illegittimo, aveva tentato di far convolare a nozze uno dei suoi figli, Corradino, con Giovanna Visconti, erede del giudicato di Gallura, indebitandosi per pagare le trattative, poi fallite.
La politica di espansione nel settentrione dell'isola diede poi origine, nel 1308, a un conflitto con il comune di Sassari, il quale, retto da un podestà genovese, controllava un'area che si frapponeva tra i domini dei Malaspina e dei Doria. In un primo momento, il podestà di Sassari fu costretto dai marchesi a rifugiarsi nel castello di Bonifacio, che si trovava sotto il dominio di Genova, ma i Sassaresi riuscirono poi a imbastire la controffensiva e conquistarono i territori dei Malaspina, devastando e incendiando «totam terram» dei Marchesi e facendo salvi i soli castelli, che non riuscirono a espugnare.
I marchesi Moruello, Corrado e Franceschino Malaspina, il 2 novembre, chiesero dunque aiuto agli Aragonesi, domandando l'attribuzione di cento cavalieri e il riconoscimento dei territori sardi già in loro possesso, nonché l'invio di soldati aragonesi a difesa dei loro possedimenti, attaccati dai Pisani e dai Sassaresi, e l'assegnazione del castello di Sassari o del Goceano (richiesta, quest'ultima, non esaudita). In cambio, i Malaspina assicurarono il loro appoggio al re d'Aragona, a cui giurarono fedeltà e con il quale strinsero un patto di vassallaggio per i castelli di Bosa e Osilo e relative villae e pertinenze (Montes e Planargia), che ricevevano ora formalmente in feudo secondo gli usatges di Barcellona (anche Sassari, i Doria e il giudice di Arborea, in seguito, dovettero dichiararsi vassalli del re d'Aragona).
Nel frattempo, Corradino e Moruello Malaspina si stavano organizzando per conquistare la Sardegna, di modo che al suo arrivo, il re d'Aragona la trovasse già sottomessa, e a tal fine avevano reclutato numerosi soldati (pronti a partire dalle coste toscane e liguri), anche con il supporto finanziario di Firenze e di Lucca. Il capitano di Genova, Opizzino Spìnola, poiché imparentato con Franceschino Malaspina, non intervenne a supporto dei Sassaresi (che si erano recati a Genova per chiedere macchine da assedio per espugnare i castelli dei Malaspina) e si astenne dal dare licenza a Pisa di fornire loro un qualche aiuto militare.

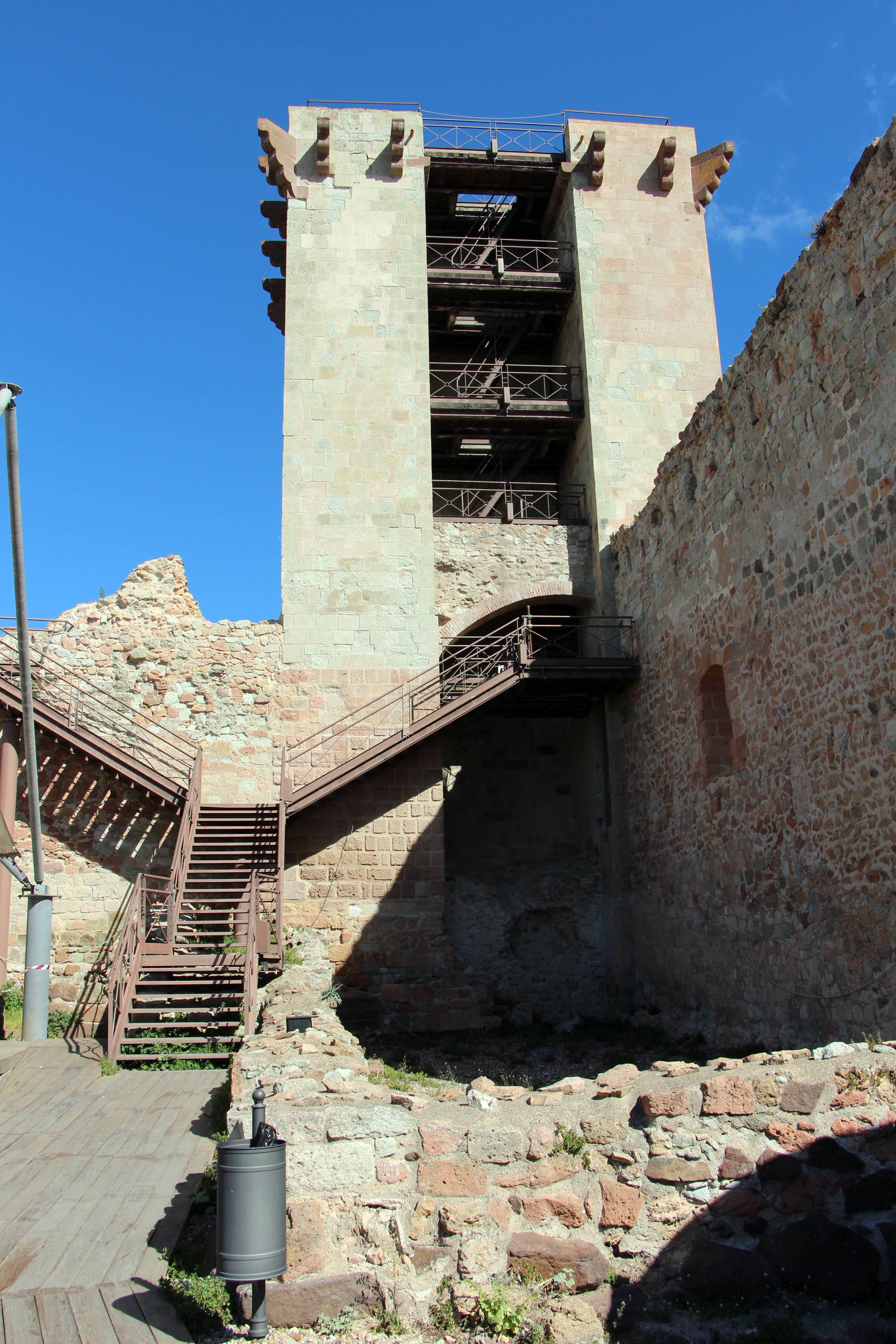
Maschio del Castello di Serravalle

Nel contesto delle lotte con Sassari e dell'imminente arrivo degli Aragonesi, i Malaspina potenziarono il castello di Serravalle con una torre maestra che ricorda quelle cagliaritane dell'Elefante e di San Pancrazio (1305 e 1307), costruite, su ordine dei Pisani, da Giovanni Capula, il quale edificò forse anche quella bosana. In un attestato notarile del 14 dicembre 1308, si dà atto che uno o due tra Moruello, Franceschino e Corradino Malaspina, con il supporto finanziario di Lucca e di Firenze, avrebbero dovuto raggiungere la Sardegna per formalizzare gli accordi presi in precedenza e per accogliere personalmente Giacomo II d'Aragona. Parimenti, avrebbero dovuto provvedere alla difesa e fortificazione dei territori e dei castelli di Bosa e di Osilo.
La ratifica dei trattati avvenne poi, separatamente, il 4 maggio 1309 a Barcellona (dove il Malaspina avevano inviato un proprio procuratore) e il 1º giugno dello stesso anno a Villafranca di Lunigiana.

## Medioevo arborense-aragonese (1317-1409)
Nel 1317, i Malaspina cedettero in pegno una quota della proprietà del castello di Bosa, della Planargia e del Costavalle ad Andreotto e a Mariano III di Arborea e i proventi di queste acquisizioni, pur risultando possessi privati della famiglia (peculio), vennero usati per finanziare l'amministrazione demaniale del Giudicato. La diocesi di Bosa, facente storicamente parte dell'arcivescovato di Torres, passò in mano al giudice d'Arborea, come testimoniato da un elenco dei vescovati di Sardegna e Corsica datato tra il 1317 e il 1323.
Dopo la morte dei predetti marchesi, a Moruello successero i figli minori (Luchino, Manfredi e Giovanni), a Corrado, morto senza eredi, successero i fratelli Federico, Azzone e Giovanni (forse in minore età anch'essi), mentre a Franceschino Malaspina, i figli (Giovanni e Moruello), sotto tutela e curatela di Castruccio Castracani dal 1321.
Il 17 aprile 1323 scoppiò a Bosa una rivolta antipisana: al calar della notte i bosani occuparono le vie della città e uccisero i pisani che vi trovarono.
Nell'estate del 1323, l'infante Alfonso d'Aragona avviò la conquista del regno di Sardegna e fu Azzone, tra i Malaspina, a prestargli omaggio durante la presa di Villa di Chiesa. Nel settembre dello stesso anno, il giudice di Arborea Ugone II, succeduto a Mariano III nel 1321, cedette a sua volta in pegno il castello di Bosa con la città e il suo distretto al re d'Aragona, a garanzia di una somma a questi dovuta nell'ambito degli accordi per ottenere il vassallaggio con la Corona.
I Malaspina, che avevano anche venduto alcune quote del loro dominio su Bosa ai giudici d'Arborea, furono definitivamente estromessi dall'amministrazione del territorio. Nel castello furono infatti inviati castellani, sottocastellani e custodi catalano-aragonesi e a capo del distretto di Bosa furono posti ufficiali e podestà anch'essi aragonesi, ma tenuti a rispettare i costumi locali e i preesistenti statuti.
Il castello fu quindi preso per conto della Corona d'Aragona, da Pietro Ortís di Pisa, che ampliò la le mura del castello, sino a cingere l'intero altopiano del colle di Serravalle.
I Malaspina non rinunciarono però pacificamente ai loro possedimenti. Mentre Azzone mediava con l'infante d'Aragona, il fratello Federico Malaspina, restio a sottostare agli ufficiali aragonesi, vi si ribellò, coalizzandosi con i Sassaresi. Nel 1324, il governatore generale del Regno di Sardegna, Berenguer Carròs, riferì a tal proposito a Giacomo II d'Aragona che il marchese si era posto a capo delle rivolte anti-aragonesi di Sassari, e che si era rifiutato di rendergli omaggio in nome del re. Federico sosteneva, infatti, di non esservi tenuto perché, per i Malaspina, vi aveva già provveduto Azzone, che aveva incontrato l'infante Alfonso a Villa di Chiesa. E Federico stesso, al suo tempo, aveva giurato fedeltà innanzi al governatore Filippo di Saluzzo. Alle insistenze di Berenguer, Federico rispose che avrebbe prestato nuovamente omaggio soltanto se gli fosse stata restituita Bosa, a suo parere illecitamente occupata dalla Corona d'Aragona. Inoltre, si proclamò fedele al solo imperatore del Sacro Romano Impero, negando persino i diritti dei Catalano-Aragonesi sul Regno di Sardegna e Corsica, regno che era stato istituito dal Papa e da questi assegnato in feudo a Giacomo II d'Aragona. Federico, infatti, come affermerà innanzi al governatore, credeva al Papa e alla Chiesa meno che a un cane, giacché prima veniva il lignaggio. A quel punto, Federico fu fatto prigioniero e consegnato al podestà di Sassari. Il governatore, in seguito, si recò presso i villaggi dei Malaspina per ricevere l'omaggio dei sudditi; nel frattempo, uno dei marchesi, insieme a due sassaresi si era recato a Pisa per chiedere rinforzi.
Nel dicembre del 1324 Federico Malaspina era riuscito a fuggire dalla prigionia sassarese, grazie ad alcuni complici che gli avevano passato una lima, aveva radunato un contingente militare e aveva raggiunto il castello di Osilo, che fu dunque assediato dagli Aragonesi.
Nel 1325, un'ambasciata genovese (formata da Nicolò Doria e Antonio de Camilia) tentò di intercedere per i marchesi, riferendo a Giacomo II che i Malaspina si aspettavano di veder riconosciuti i loro diritti sul castello di Serravalle, usurpati dall'infante d'Aragona, il quale, forse ignorandoli, aveva ceduto la fortezza bosana e le sue pertinenze agli Arborea. Quanto allo scontro tra Federico e il governatore, asserì che il marchese si era presentato con reverenza a Berenguer Carròs e che la detenzione del Malaspina era stata causata dal legittimo rifiuto di Federico di consegnare il castello di Osilo, di proprietà della famiglia lunigiana, ciò che era stato erroneamente interpretato come un atteggiamento ostile verso il re.
Nel mentre, Azzone e Giovanni Malaspina, il capitano e i castellani pisani di Castel di Castro e i rectores di Sassari tennero contatti in funzione antiaragonese e il giudice d'Arborea intercettò una missiva con un alfabeto segreto che, a suo dire, rivelava una cospirazione ai danni della Corona. Giovanni Malaspina, dal canto suo, aveva raggiunto Pisa per chiedere aiuto, ma non ebbe successo. I Sassaresi e i Malaspina, da ultimo, dichiararono nel 1326, di voler sottomettersi al re d'Aragona. Nello stesso anno, Azzone e Giovanni nominarono il fratello Federico come plenipotenziario per la risoluzione del contenzioso insorto con la Corona in merito ai diritti su Bosa, la Planargia e il Costavalle.
La pace tra i Malaspina e i Sassaresi, da una parte, e gli Aragonesi, dall'altra, fu firmata il 28 giugno 1326. I Malaspina avrebbero dovuto consegnare il castello di Osilo, per un certo tempo, a un cavaliere aragonese o catalano e, revocate tutte le infeudazioni fatte dalla Corona sui territori di Osilo, Montes, Figulinas e Coros, i Malaspina ne avrebbero ottenuto nuovamente il possesso secondo il mos Italiae, in cambio di un atto di vassallaggio e dell'obbligo di fornire al re, su richiesta, un servizio di venti cavalieri per tre mesi all'anno.
Ritenendo che Azzone Malaspina volesse tardare l'adempimento degli obblighi assunti con il predetto patto, nel mese di agosto Giacomo II ne ordinò l'arresto sino alla consegna del castello di Osilo a un castellano aragonese. I fratelli di Azzone, quindi, il 17 di settembre diedero immediate disposizioni affinché il castello fosse consegnato a Guerau d'Alos. Ciononostante, Azzone fu trattenuto nelle carceri cagliaritane, nelle quali fu tratto il 16 settembre. Da qui accuserà il castellano d'Alos di essersi macchiato di certi soprusi nei confronti degli abitanti di Osilo e di non aver dato prontamente notizia dell'avvenuta consegna del castello al fine di trattenerlo in carcere. L'infante d'Aragona, in seguito a tali fatti, destituì il castellano e, nel 1327, confermò a favore dei Malaspina l'infeudazione del castello di Osilo e dei territori già concessi ai marchesi.
Il 1º maggio 1328 Alfonso il Benigno, nuovo re d'Aragona, ricevuto il rinnovato giuramento di fedeltà dei Malaspina, comunicò di voler restituire definitivamente il castello di Osilo ai marchesi, ma di non volere riconoscere loro, a causa dell'atteggiamento ribelle dimostrato, alcun diritto sul castello, la città di Bosa e le relative pertinenze (Planargia e Costavalle). Questi possedimenti furono quindi concessi in feudo, come premio per la sua fedeltà, al giudice arborense Ugone II di Arborea: Bosa e il suo territorio entrarono allora a far parte delle terre extra iudicatum dell'Arborea. Successivamente, il figlio di Ugone, Mariano IV, sentendosi minacciato dalla volontà degli Aragonesi di vincolarlo a uno stretto vincolo di vassallaggio e dal loro consolidamento del potere nell'isola, ruppe l'alleanza con il re d'Aragona e si alleò con i Doria. Nel tentativo di unificare la Sardegna sotto di sé fece quindi imprigionare, nel dicembre del 1349, il fratello Giovanni, Signore di Bosa dal 1335 e fedele alla vecchia alleanza. Il castello di Bosa era una roccaforte di grande importanza strategica per il controllo della Sardegna, e tanto Mariano quanto Pietro IV il Cerimonioso, desiderosi di impossessarsene, cercarono di farselo cedere dalla moglie di Giovanni, la catalana Sibilla di Moncada; ma ella tirò per le lunghe le trattative, finché il 20 giugno 1352 Mariano lo prese con la forza.
In seguito a questi fatti, nel 1353 scoppiò la guerra sardo-catalana: le truppe arborensi entrarono nei territori del Cagliaritano e diversi villaggi si ribellarono agli Aragonesi, abbracciando la causa giudicale.
A Bosa, il 10 settembre del 1353, scoppiò un’insurrezione dei sardi contro i catalani, riportata in due documenti del libro V dei procesos. Il mercante Pietro Barenis, originario di Maiorca, riferì che, trovandosi a Bosa da otto mesi, subito dopo la presa di Alghero da parte degli aragonesi, vide i sardi cambiare atteggiamento nei suoi confronti e iniziare a manifestargli la loro ostilità. 
Il castello e la città furono armati con catapulte, mantelletti e verdesche, e i fabbri prepararono corazze ed armamenti.
Il teste Giacomo de Brunilo, scudiero della giudicessa, affermò invece di aver partecipato, con la medesima, a un'ambasciata ad Alghero due giorni dopo la festa della Beata Vergine Maria (il 10 settembre). Conclusosi il colloquio con l’ammiraglio, fece rientro a Bosa il giorno stesso, e qui vide il giudice Mariano consegnare di persona a un soggetto a lui sconosciuto un vessillo bianco in cui campava l'albero verde diradicato – simbolo dell’Arborea – privo delle insegne regie aragonesi; avrebbe anche saputo da “familiari” del giudice che tale vessillo sarebbe stato trasportato a Sanluri o ad Iglesias.
Dopo la partenza del Giudice, constatò inoltre che tutti i vessilli presenti a Bosa erano stati capovolti: l'albero degli Arborea, che – in segno di sottomissione agli aragonesi – era sempre collocato nella parte inferiore dei vessilli (sotto le insegne della Corona d'Aragona), si trovava ora nella parte superiore.
Riferì anche di aver visto allestire all’interno del castello una catapulta, dei mantelletti e altri armamenti, di aver udito che ad Ozieri erano stati uccisi tre catalani e che il giudice, prima di partire da Bosa, spronò i sardi a difenderlo e ad uccidere gli aragonesi.
Simili eventi insurrezionali si verificarono in gran parte dell'isola e, al termine dell'anno, il Mariano IV e i Doria, che li avevano fomentati, riuscirono a occupare quasi tutta la Sardegna rurale. Pietro IV d'Aragona, dovette dunque allestire una costosissima spedizione per riconquistare l'isola.
Il 22 giugno 1354, un'enorme flotta, guidata dallo stesso re, giunse a Porto Conte con l'obiettivo di riprendere Alghero. L'assedio durò circa cinque mesi ma fu un disastro, anche a causa della malaria che provocò numerose vittime tra gli assedianti. Gli Aragonesi furono quindi costretti a intavolare le trattative con Mariano IV che, nel frattempo, si era assestato con le sue truppe a Bosa, senza muovere battaglia. La cosiddetta Pace di Alghero (13 novembre 1354), tra le altre cose, assicurò al giudicato autonomia di governo e libertà di commercio. A tali condizioni, Pietro IV poté impossessarsi nuovamente di Alghero.
Bosa, dal canto suo, restò sotto il controllo dei giudici d'Arborea Mariano IV (che, forse estese la cinta muraria cittadina) Ugone III (1376-1383), ed Eleonora (1383-1404), che ne fecero la loro roccaforte nelle continue lotte contro gli Aragonesi.
Ugone III partecipò all'ultima campagna militare di Mariano IV contro Pedro Martinez de Luna, dirigendo una delle battaglie che portarono nel 1368 alla sconfitta del generale catalano, per mezzo di un agguato a Oristano. Divenuto giudice, Ugone continuò a opporsi alle pretese di Pietro IV di Aragona e dei suoi sudditi, combattendo contro di loro.
In questo contesto, nell'estate del 1378, due ambasciatori del duca Luigi I d'Angiò (1339-1384, fratello del re di Francia Carlo V), sbarcarono a Bosa da una nave marsigliese, durante un viaggio verso Oristano, dove intendevano chiedere udienza a Ugone III perché inseguiti da una nave aragonese di Alghero. Nella relazione dell'evento si legge che gli ambasciatori, sbarcati in tarda sera, trovarono le porte della città chiuse e si appellarono al podestà per passare la notte entro le mura. Quest'ultimo, però, dopo essersi consultato con gli anziani e avendo ricevuto rigorosi ordini dal giudice d'Arborea, rigettò la richiesta d'asilo. Gli ambasciatori, quindi, passarono la notte nella chiesa di Sant'Antonio fuori le mura prima di essere ammessi il mattino seguente in città, dove ascoltarono la messa e si recarono nella Curia regia, prima di partire per Oristano per confermare il trattato di alleanza, stipulato l'anno prima, contro il re d'Aragona.
Determinata a non compromettere l'autonomia del giudicato, anche Eleonora d'Arborea mantenne una posizione decisamente antiaragonese, che portò nel 1384, dopo l'arresto a Barcellona del marito Brancaleone Doria, ad aperte ostilità con la corona iberica.
Un accordo per la pace fu raggiunto soltanto il 24 gennaio 1388, dopo il preventivo assenso delle comunità locali alle condizioni del trattato. A Bosa, a Castelgenovese e a Oristano furono pertanto convocate le Corone de logu. Bosa fu rappresentata dal sindaco, Galeazzo Masala, dal podestà Sisinnio de Lacon e da diversi cittadini, i quali firmarono gli atti separatamente dal castellano e dai funzionari e rappresentanti feudali locali.
L'esistenza a quel tempo di un'organizzazione comunale, oltre che da questo fatto, è dimostrata dai quattro capitoli degli statuti di Bosa citati in un atto notarile seicentesco. La città era dunque divisa tra la parte di pertinenza del castello e, quindi, soggetta al feudatario e il libero comune, retto dagli statuti.

## Periodo aragonese-feudale (1409-1559)
(Ferdinando II di Aragona, Prammatica concessa in Granada il 30 settembre 1499)
Durante il regno di Martino I di Aragona (1396-1410), la guerra riprese, e quando gli Aragonesi il 30 giugno 1409 sconfissero il nuovo Giudice Guglielmo III di Narbona nella battaglia di Sanluri, il Giudicato d'Arborea, ultimo dei regni sardi indipendenti, cessò di esistere e, nel gennaio dell'anno successivo, Pietro Torrelles, luogotenente del re, prese la villa di Bosa — la seconda città del regno arborense — la quale passò definitivamente sotto il controllo della corona d'Aragona dal momento in cui, assediata Oristano, Leonardo Cubello fu costretto a firmare la pace il 29 marzo 1410.
I discendenti del casato d'Arborea furono investiti dei titoli di marchesi di Oristano e di conti del Goceano.
Ferdinando I (1412-1416), il 15 giugno 1413, dichiara Bosa e la Planargia, che nel frattempo non erano state infeudate, indivisibili e unite al patrimonio regio in perpetuo. 
La villa, riconosciuti gli antichi privilegi e consuetudini, fu organizzata come un comune catalano e dotata di propri statuti. 
L'organo cittadino era il consiglio generale, col potere di deliberare, dal quale erano scelti i cinque consiglieri, uno per ogni classe di censo, che formavano l'organo esecutivo; il primo consigliere rivestiva la funzione di sindaco, e rappresentava la città. 
D'altra parte il castello era tenuto da un capitano o castellano, di nomina regia, che curava la difesa; il re nominava anche il doganiere o maggiore del porto, il mostazzaffo (ufficiale incaricato di sorvegliare il commercio), e il podestà, che amministrava la giustizia e controllava per conto della corona l'operato dei consiglieri. 
Alle dipendenze del consiglio era poi l'ufficiale che governava la Planargia.
In questo contesto, i bosani dimostrarono una forte volontà di conservare i propri privilegi e la propria autonomia con episodi che dimostrano l'esistenza nella villa di un fiorente ceto borghese che viveva di commercio, di artigianato, e di sfruttamento delle risorse agricole e coralline, capace di organizzarsi per affermare i propri interessi su quelli, avversi, degli uffici di nomina regia.
Le rivendicazioni riguardavano il riconoscimento di antiche franchigie e di una sostanziale autonomia, il mantenimento del precedente statuto civico (cart de loch), l'osservanza del privilegio di nominare sardi nativi o residenti a Bosa o nella Planargia negli uffici locali (che era stata calpestata con la nomina di un comandante di porto catalano che, più ligio nell'esigere il pagamento dei dazi, aveva fatto diminuire i commerci).
Tra la villa di Bosa e la guarnigione che occupava il castello, poi, la convivenza non fu pacifica. Ripetuti contrasti sono testimoniati fin dal 1415, allorché il castellano Pietro de Sant Johan bombardò la città in risposta alle rimostranze dei bosani i quali erano esasperati dalle stragi di bestiame e dai danneggiamenti dei pascoli provocati dalle truppe acquartierate nel castello e irritati per la protezione accordata dal castellano ad alcuni assassini.
Durante il regno di Alfonso V (1416-1458), in occasione della convocazione del parlamento sardo celebrato a Cagliari da Alvaro Madrigal, nel 1421, i sindacs Nicolò de Balbo e Jacopo de Milia riuscirono a ottenere dal re l'accoglimento di tutte le loro richieste aventi ad oggetto le rivendicazioni anzidette e fondate sui privilegi concessi da Ferdinando d'Aragona e confermati da Alfonso II. In forza di tali privilegi, peraltro, dovevano essere sottoposte alla esclusiva giurisdizione comunale non solo Bosa ma anche le sue appendici che, a detta dell'amministrazione civica, comprendevano se non l'intera Planargia, almeno la fortezza di Serravalle, retta, invece, da un castellano alle dipendenze del signore della Marmilla e del Monreale, Guglielmo Raimondo di Moncada; risultando così, la fortezza, come una enclave nemica all'interno di una villa che si considerava libera perché aveva aperto le sue porte agli Aragonesi, sulla base di precisi accordi. 
Bosa — così come Cagliari, Sassari, Iglesias, Alghero e Castelsardo — fu esclusa dall'estensione a tutte le ville sarde della Carta de logu che era stata emanata da Eleonora d'Arborea nel 1395, ciò in quanto già si era data un capitol de breu, ossia un proprio statuto, scritto in lingua italiana o pisana.
I rappresentanti della villa, peraltro, riuscirono a ottenere che l'odiato Pietro de Sant Johan fosse sostituito con un nuovo castellano, Giovanni de Flors, e che fosse restituita alla villa una somma concessa in prestito anni prima alla corona.
Nel 1423, malgrado il privilegio concesso un decennio prima da Ferdinando I, Bosa fu donata in feudo a Guglielmo Raimondo IV Moncada cui succedette la figlia Eufrosina, maritata con il cugino di lei, Matteo Florimón Moncada. Morti questi ultimi senza discendenti, Bosa e la Planargia furono devoluti alla corona.  Nel 1433, temendo le congiure dei pisani e dei genovesi, che avrebbero potuto profittare dell'imminente conquista aragonese del Regno di Napoli e che il re intendeva punire per aver violato certi patti, Alfonso V d'Aragona diede ordine a Raimondo Valdes affinché procedesse a munire e a riparare la rocca di Sassari e avvertì il marchese di Oristano, Antonio di Arborea, che tenesse pronta la cavalleria per far fronte a eventuali invasioni. Quanto a Bosa, nominato Pietro Ledesma alla custodia del castello nel 1433, in sostituzione del defunto Raimondo de Centellas, alla fortezza rettangolare già sita sul lato nord del colle di Serravalle, fu ordinato di costruire un lungo perimetro murario — tale da cingere interamente la collina — e due nuove torri. Già nel 1416, d'altronde, Pietro de Sant Johan avvertiva Ferdinando che la fortezza bosana era, da un punto di vista militare, «la chiave di tutta l'isola». L'opera di fortificazione, così come il ruolo politico che la villa era riuscita a far valere in parlamento, dimostrano il ruolo centrale che Bosa stava acquistando anche come centro vitale per i collegamenti con la penisola iberica e i traffici commerciali, grazie a quello che sarà ritenuto, sino al XVI secolo, il porto più florido della costa occidentale della Sardegna.
Nel 1434 i genovesi, alleati con i fiorentini e i veneziani attaccarono effettivamente la corona aragonese, invadendo però non già la Sardegna ma la Corsica. I territori sardi non rimasero, però, in pace. infatti, Nicolò Doria, conte di Monteleone e signore di Castelgenovese, approfittò della situazione per ribellarsi agli aragonesi e, istigati i popoli vicini al tumulto, tentò di convincerli a mettersi sotto la protezione del comune di Genova, mentre la Corona d'Aragona era era in guerra. Il viceré Besora, però, – forte delle truppe del marchese di Oristano e delle milizie delle città di Bosa, di Alghero e di Sassari (nonché di alcuni baroni e potentati) – riuscì a sventare i piani del Doria e lo costrinse a rifugiarsi nella rocca di Monteleone che, assediata per due anni, capitolò nel 1436. Nicolò Doria fu quindi costretto a ritirarsi a Castelgenovese, abbandonando le rocche di Monteleone e di Bonvicino. Il territorio di Monteleone fu quindi smembrato e acquistato dai comuni di Bosa, di Alghero e di Sassari.
Negli anni successivi Sassari aveva progressivamente ampliato la propria egemonia politica ed economica e, con l'intento di diminuirne la competitività sul piano commerciale, le città di Alghero e di Bosa ottennero che il re, nel 1444, vietasse ai sassaresi di introdurre merci in Bosa e in altri luoghi ove si commerciava direttamente con i forestieri.
In data 15 maggio 1445 risulta, poi, che Alfonso II avesse concesso al maestro della zecca (magistrum sicle) Silvestro Colomeri il privilegio di batter monete nelle città di Cagliari, Sassari, Alghero e Bosa e che eguale privilegio gli fosse stato già accordato nel 1442. 
Durante il regno di Giovanni II (1458-1479), furono effettivamente battute dalla zecca sita nel castello, sotto la direzione e giurisdizione esclusiva dell'alcaide, alcuni reali minuti di biglione, destinati alla circolazione locale. Quelli rinvenuti, appartenenti a due coni diversi, portano la scritta Joanes Rex A[ragoniae] intorno allo scudo aragonese, sul diritto, e la scritta Civi[tas] Bose e una croce, sul rovescio.
Nel 1459, mentre era luogotenente del castello Pere Nieto (dal 15 febbraio, a seguito della rinuncia di Ledesma), e su richiesta di questi, il sovrano istituì la regia cappellania presso la chiesa del castello (intitolata alla Beata Maria), di modo che si potesse officiare la messa.
Il 23 settembre 1468, Giovanni II concesse in feudo perpetuo (secundum morem Italiae) a Giovanni di Villamarí, capitano generale della flotta reale, la villa di Bosa insieme al castello e alla Planargia (con le ville di Suni, Sagama, Tresnuraghes, Sindia, Magomadas, Tinnura e Modolo), ottenendone tutti i diritti di estrazione e introduzione, nonché i diritti di imposizione di gabelle e vettigali. Il Villamarí tuttavia rese omaggio alla città e ne mantenne sostanzialmente le istituzioni.
La villa, autonoma e indipendente — perché libera sia dal feudatario, signore del castello e della Planargia, che dal vescovo — fu rappresentata da tutti e tre gli stamenti del parlamento sardo, attraverso i sindacs, delegati dei cittadini, (braccio reale), il feudatario (braccio militare), e il vescovo (braccio ecclesiastico), privilegio che condivideva soltanto con Cagliari e Sassari.
Nel 1478 il castello di Serravalle vide la fine delle ultime speranze di indipendenza dei sardi. Il marchese di Oristano e discendente dei giudici d'Arborea, Leonardo Cubello Alagón (1436-1494) aveva guidato, infatti, una insurrezione avverso l'ingerenza spagnola ma fu vinto nella battaglia di Macomer (19 maggio 1478) dall'esercito aragonese, guidato dal capitano Carros. Dopo la sconfitta, il marchese — insieme a due figli, tre fratelli e il visconte di Sanluri, Giovanni Desena — profittando dell'assenza del Villamarín, che aveva dato tacito assenso all'impresa, riuscì a raggiungere Bosa, con l'intenzione di ricostituire l'esercito e riprendere la lotta. Dopo essersi da qui imbarcato alla volta di Genova, però, il marchese fu convinto al largo a trasferirsi su una più comoda galera governata da Giovanni Saragozza, fedele all'ammiraglio Giovanni Villamarí, che il marchese di Oristano credeva amico. Il Villamarí, però, aveva deciso di volgere il fianco al ribelle: Leonardo Alagón fu così dirottato verso il porto di Palermo, dove l'ammiraglio lo attendeva. Allo sbarco, anziché essere consegnato al viceré della Sicilia che ne chiedeva la custodia, fu condotto innanzi a Giovanni d'Aragona, a Barcellona, e fatto prigioniero insieme al visconte di Sanluri nel castello di Xàtiva, dove morì.
Il re Ferdinando II (1479-1516) confermò i diritti di infeudazione sulla Planargia con atto firmato a Toledo il 24 dicembre 1479 e con esso attribuì alla villa di Bosa alcuni privilegi commerciali, ai danni della vicina e rivale Alghero. Il 13 febbraio 1488, infine, eresse la regione ad allodio.
Il 30 settembre 1499, una prammatica del re Ferdinando II di Aragona inserì Bosa tra le città regie, concedendole i privilegi connessi a tale titolo; essa restò tuttavia infeudata ai Villamarí.
Morto Giovanni Villamarí gli successe il nipote ex fratre, Bernardo di Villamarí, conte di Capaccio. Con diploma del 18 luglio 1502, confermandosi la qualità di allodio della Planargia, il re riconobbe la trasmissione ereditaria, a favore di Bernardo, dei diritti di importazione e estrazione concessi a suo tempo a Giovanni Villamarín, ponendo fine alla diatriba tra il feudatario e il Regio fisco.
Con testamento del 16 settembre 1512, Bernardo lasciò i domini della Planargia e di Bosa alla figlia Anna, alla quale succedette, poiché morta senza prole, l'altra figlia di lui, Isabella di Villamarí, maritata al principe di Salerno, la quale resse la città sino al 1559, facendole guadagnare terreno nei mercati dell'isola anche a detrimento di Oristano. La principessa, infatti, molestata dal fisco per i diritti di pesca e di commercio dei coralli già garantiti all'avo Giovanni Villamrí, ottenne da Carlo V delle franchigie con diploma del 14 settembre 1519. Il 20 dello stesso mese furono inviate altre lettere regie con le quali si ordinava alla città di Oristano di restituire alcuni carri con il rispettivo carico di cuoi e formaggi che essa aveva sequestrato rifiutandosi di riconoscere il regime di esenzione e di libero commercio attribuito a Bosa.
Ma proprio allora l'economia bosana doveva subire un duro colpo.
Nel 1527, sotto il regno di Carlo V d'Asburgo (1516-1556) — mentre i lanzichenecchi saccheggiavano Roma — la Francia di Francesco I, in guerra con l'Impero, contese alla Spagna il possesso della Sardegna. I francesi, entrati a Sassari alla fine di dicembre, la saccheggiarono, incutendo terrore nelle altre città sarde. I bosani, per impedire un assalto della flotta francese comandata da Andrea Doria, reagirono l'anno successivo ostruendo con dei massi la foce del Temo. A tal fine, caricarono numerosi barconi con enormi macigni e successivamente li affondarono. L’ostruzione rese difficile il riversamento in mare delle acque del fiume e fece sì che quest'ultimo, in inverno, straripasse con facilità e, in estate, si mantenesse stagnante e sporco per gli scarichi organici e di produzione (in particolare tessile e conciaria). Ne derivò un'accentuazione degli episodi pestilenziali con il conseguente carico di morte e, per Bosa, la triste fama di città dall'ambiente malsano. 
Da quel momento, il porto, che era riuscito a conquistarsi un posto di primo piano nei traffici commerciali e nella pesca del corallo della costa occidentale della Sardegna, retrocesse a vantaggio di quello di Alghero. Da allora le imbarcazioni presero ad attraccare all'Isola Rossa, essendo oramai impossibile raggiungere l’approdo fluviale.
Tra il 1543 e il 1563 Bosa poté vantare la presenza di due vescovi al Concilio di Trento: Baltasar de Heredia e Vincenzo De León.
Nel 1554 Simó Juan Miguel comprò da Isabella la quarta parte dei domini di Bosa e della Planargia.

## Evo moderno spagnolo (1559-1714)
(Imperatore Carlo V, Diploma concesso in Barcellona il 14 settembre 1519)

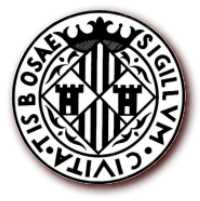
Il sigillo di Bosa tra il 1585 e il 1602

Durante il regno di Filippo II di Spagna (1556-1598), nel 1559, Isabella Villamarí morì senza discendenti lasciando un'eredità gravata da ingenti debiti. La contessa di Padula, Maria de Cardona (1509-1563), le successe nella titolarità del feudo bosano, feudo che il 25 ottobre dello stesso anno fu oggetto di un ordine di sequestro da parte del re di Spagna per soddisfare i crediti del fisco. Morendo senza discendenza nel 1563, la contessa De Cardona ne dispose a favore del duca di Alcalá, Pedro Afán de Ribera (1509-1571), che — a causa delle gravi passività gravanti sull'eredità — vi rinunciò il 25 maggio 1563 con istrumento rogato in Napoli, dove era viceré per Filippo II. Datosi un curatore all'eredità giacente sulle istanze dei creditori, in esecuzione di un decreto che stabiliva l'unione alla corona dei feudi vacanti, il Supremo Consiglio d'Italia e quello d'Aragona, su ordine del re di Spagna, furono chiamati a stabilire un prezzo di acquisto per la città di Bosa e per la Planargia. La corona si obbligò a pagare i creditori ereditari con cinquantamila scudi in contanti e, per il resto, a corrispondere annualmente pensioni dei censi capitali precedentemente imposti. Il re si gravò, altresì, dei carichi annessi al feudo e, contestualmente, acquistò Bosa e la Planargia al patrimonio della corona, dietro il versamento di centoduemila scudi, con atto rogato in Madrid e datato il 7 marzo 1565. Da allora Bosa divenne a tutti gli effetti una città regia, cessando di essere sotto un'autorità feudale.
L'8 aprile 1566, Filippo II ordinò che il procuratore reale Alessio Nin prendesse possesso dei territori acquisiti e che venisse soppresso l'ufficio di governatore della città di Bosa, surrogandovi un podestà, e, nel contempo, che fosse nominato un ufficiale regio per la Planargia, entrambi amministrativamente dipendenti dalla corona. Ordinò, altresì, fossero acquistate, indennizzando i possessori, le cariche pubbliche previgenti che fosse conveniente rivendicare.
Lo Stamento militare, in occasione del Parlamento del viceré Alvaro de Madrigal (1555-1561), chiese al re che i capitoli del Breve di Bosa, cioè gli statuti cittadini emanati durante il XIII en llengua pisana o italiana, fossero tradotti dalla in sardo o in catalano.
Filippo II, nel 1572, a seguito dell’aumento delle attività di pirateria dei moriscos nell’isola, diede anche il via a un progetto di fortificazione delle coste sarde. In questo contesto si inseriscono le prime testimonianze della Torre del Porto sull'Isola Rossa (forse precedente al 1528), dapprima in una relazione dell'aprile 1572 firmata da Marco Antonio Camos, poi, nel De chorographia Sardiniae di Giovanni Francesco Fara (1580-1585). In merito alla situazione portuale, nel Parlamento del 1573-1574, il sindaco di Bosa chiese che l'accesso della foce – ostruito nel 1528 – fosse liberato, sì da consentire alle imbarcazioni di arrivare sino al ponte e alla porta della città, come avveniva un tempo. Intorno al 1580, verrà poi costruita anche la torre di Punta Argentina, a nord della foce. Nel 1583 l'amministrazione della torre del porto fu demandata a un alcaide che vi risiedeva insieme alla sua guarnigione, composta da un artigliere e quattro soldati.
Prima che la torre del porto e di Punta Argentina fossero costruite, a guardia della foce vi erano due piccole torrette medievali. Una – ancora integra – si trova presso Cabideddo (tra Sa Sea e la strada per Alghero) e l'altra nel Conducto, nei pressi di Monte Furru. Entrambe furono però abbandonate, a partire dal 1594 e su richiesta del sindaco Giuliano Ursena, poiché dispendiose e non più occorrenti dopo la costruzione delle nuove torri.
Sempre sul fronte delle fortificazioni, nel 1579, il sindaco di Bosa chiese finanziamenti per lavori urgenti da effettuare nel castello, che si trovava in un cattivo stato di manutenzione. Anche Marco Antonio Camos, che aveva perlustrato le coste della Sardegna per elaborare un progetto di fortificazione delle coste, segnalò, nel 1572, che il castello era fatiscente.
Ancora, nel 1583, il sindaco Agostino Angelo Delitala inviò una supplica al viceré Michele de Moncada lamentando che la fossa del castello, avente in origine funzioni di cisterna, era stata adibita temporaneamente a prigione perché le carceri del castello erano in rovina. La fossa, però, si allagava spesso di acqua piovana, così creando un ambiente malsano e, spesso, finanche la morte o la fuga dei prigionieri. Il problema fu risolto soltanto nel 1602, quando il viceré Antonio Coloma accolse una nota del sindaco Giacomo Lovasco e si impegnò al restauro delle carceri, che furono collocate all'interno della torre maestra, mentre la fossa fu probabilmente riadibita a cisterna.

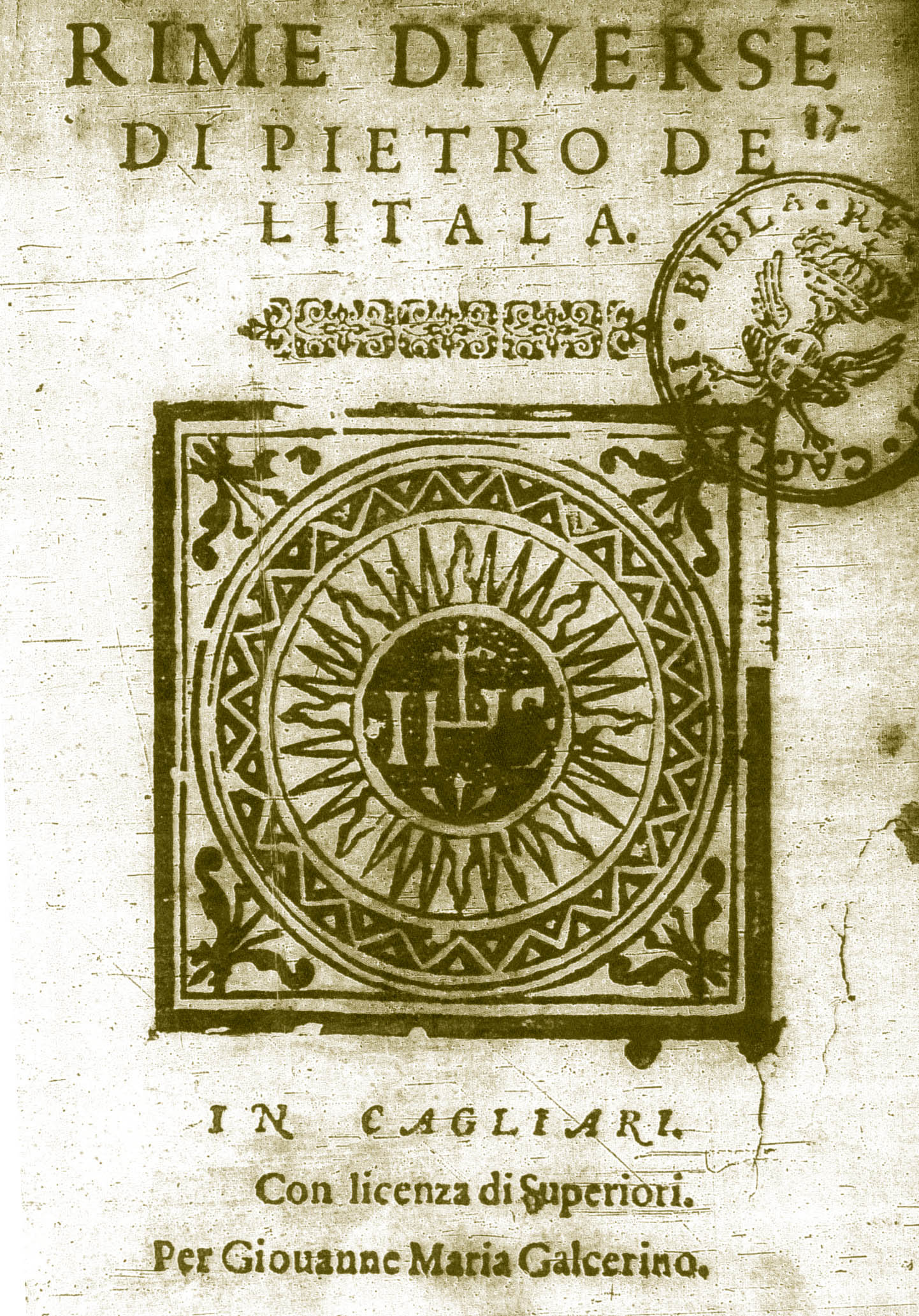
Frontespizio delle "Rime Diverse", 1596

La seconda metà del Cinquecento rappresentò per Bosa un'era di grandi cambiamenti non solo sul piano amministrativo ma anche su quello culturale. Già dal 1569 operava, come canonico della cattedrale, Gerolamo Araolla, il maggiore poeta in lingua sarda dell'età spagnola, che a Bosa compose le sue opere (Sa vida, su martiriu et morte de sos gloriosos martires Gavinu, Brothu et Gianuariu, e Rimas diversas spirituales), e fu forse anche alcaide del castello di Serravalle nel primo decennio del Seicento. 
Il 1591 fu per la cultura bosana un anno straordinario. In quell'anno infatti fu consacrato vescovo Giovanni Francesco Fara, il padre della storiografia sarda. Egli diresse la chiesa bosana soltanto per sei mesi, durante i quali visitò tutte le parrocchie; ma subito convocò il sinodo diocesano (10-12 giugno 1591), e con le sue costituzioni riorganizzò la diocesi secondo i canoni tridentini. Con tutta probabilità si deve a lui la costituzione dell'archivio diocesano e l'avvio della redazione dei cinque libri, il cui documento più antico conservato oggi è del 1594. All'interessamento del Fara dovette probabilmente la libertà e la possibilità di uscire di prigione il poeta bosano Pietro Delitala, uno tra i primi autori sardi a usare nella sua opera la lingua italiana. Dal carcere indirizzò alcuni sonetti di supplica al vescovo, e da altre liriche si evince che nel 1590 era tornato in libertà. Trascorse i suoi ultimi anni a Bosa, dove prese moglie ed ebbe cinque figli, fu podestà della città e cavaliere nello Stamento militare del Parlamento del Regno di Sardegna. 

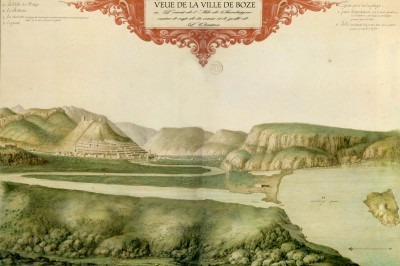
Vue de la Ville de Boze a L'ouest de l'Isle de Sardaigne entre le Cap de la casse et le gonfe de L'Oristan, tempera di anonimo del XVII secolo.

Come risulta da una relazione trasmessa a Papa Gregorio XIV, Giovanni Francesco Fara, nel 1591 recuperò l'antica cattedrale di San Pietro, oramai abbandonata; la restaurò e la riconsacrò, così da riaprirla al culto. Inoltre, lungo il lato settentrionale della chiesa vi costruì l'episcopio.
Durante il regno di Filippo III di Spagna (1598-1621), il periodo postridentino vide l'arrivo a Bosa dei Cappuccini, che vi edificarono il loro convento (1609), e la fondazione delle confraternite della Santa Croce e del Rosario, nonché dei gremi dei sarti e calzolai e dei fabbri. 
Il nuovo secolo fu però un periodo di grande decadenza, come per tutti i domìni spagnoli, anche per Bosa. Apertosi con la grave inondazione del 1606, funestato dalla peste (1652-1656), da un violento incendio (15 agosto 1663), dalla grande carestia del 1680, dalle continue incursioni ottomane e dalla forte recessione economica, vide precipitare la popolazione dai 4 372 del 1627 ai 2 023 del 1688. Non dovette giovare molto la concessione dello statuto di porto franco nel 1626.
Fu un periodo animato da una forte insicurezza anche sul piano militare.
Il 21 febbraio 1637, durante la guerra dei Trent'anni, una flotta francese di quarantasette vascelli, al comando di Enrico di Lorena, conte di Harcourt, sbarcò nei pressi della vicina Oristano e saccheggiò la città per circa una settimana.
In questo contesto, Bosa – che già aveva chiesto, nel Parlamento del 1613 (e prima ancora nel 1578), che fossero riparate e adeguate le difese del castello alle mutate esigenze belliche (l’uso di armi da sparo), rinnovò l’istanza nel Parlamento di Fabrizio Doria del 1643. Fu probabilmente allora che alcune porzioni del castello furono demolite per costruirvi tre rampe, funzionali al trascinamento delle artiglierie pesanti sugli spalti.
Durante il regno di Filippo IV di Spagna (1621-1665), gli urgenti bisogni finanziari derivanti dalla Guerra d'Italia spinsero la corona a meditare l'alienazione della Planargia. A questo fine il re inviò alcune lettere (datate al 4 novembre 1628 e all'8 gennaio, 11 marzo e 9 ottobre 1629) affinché il viceré Geronimo Pimentel, marchese di Bajona, provvedesse — previo consulto della Reale Udienza e della Giunta patrimoniale — a vendere all'incanto i territori e le ville della Planargia, eccetto la città di Bosa.
Con atto rogato in Cagliari il 5 dicembre 1629, la Planargia fu venduta quale franco e libero allodio — per 182,801 lire sarde — a Elena Gualbes, in qualità di procuratrice legale del marito Antonio Brondo y Ruecas, marchese di Villacidro.
Il 7 gennaio 1630, Bosa — obbligata a fare a meno dei contributi in grano che gli erano garantiti dall'entroterra planargese — inviò formali proteste all'indirizzo di donna Elena, che nel frattempo era entrata in rotta di collisione con alcuni negozianti che rivendicavano l'appalto dei diritti feudali e doganali già a loro concesso dalla Reale Udienza.
Nel 1642, di fianco alla chiesa di Santa Croce, fu costruito con sovvenzioni pubbliche un ospedaletto civile inizialmente intitolato allo Spirito Santo (e poi noto come "Ospedale della Misericordia"), il quale fu poi ceduto dal Magistrato civico all'Ordine ospedaliero di San Giovanni di Dio nel 1644.

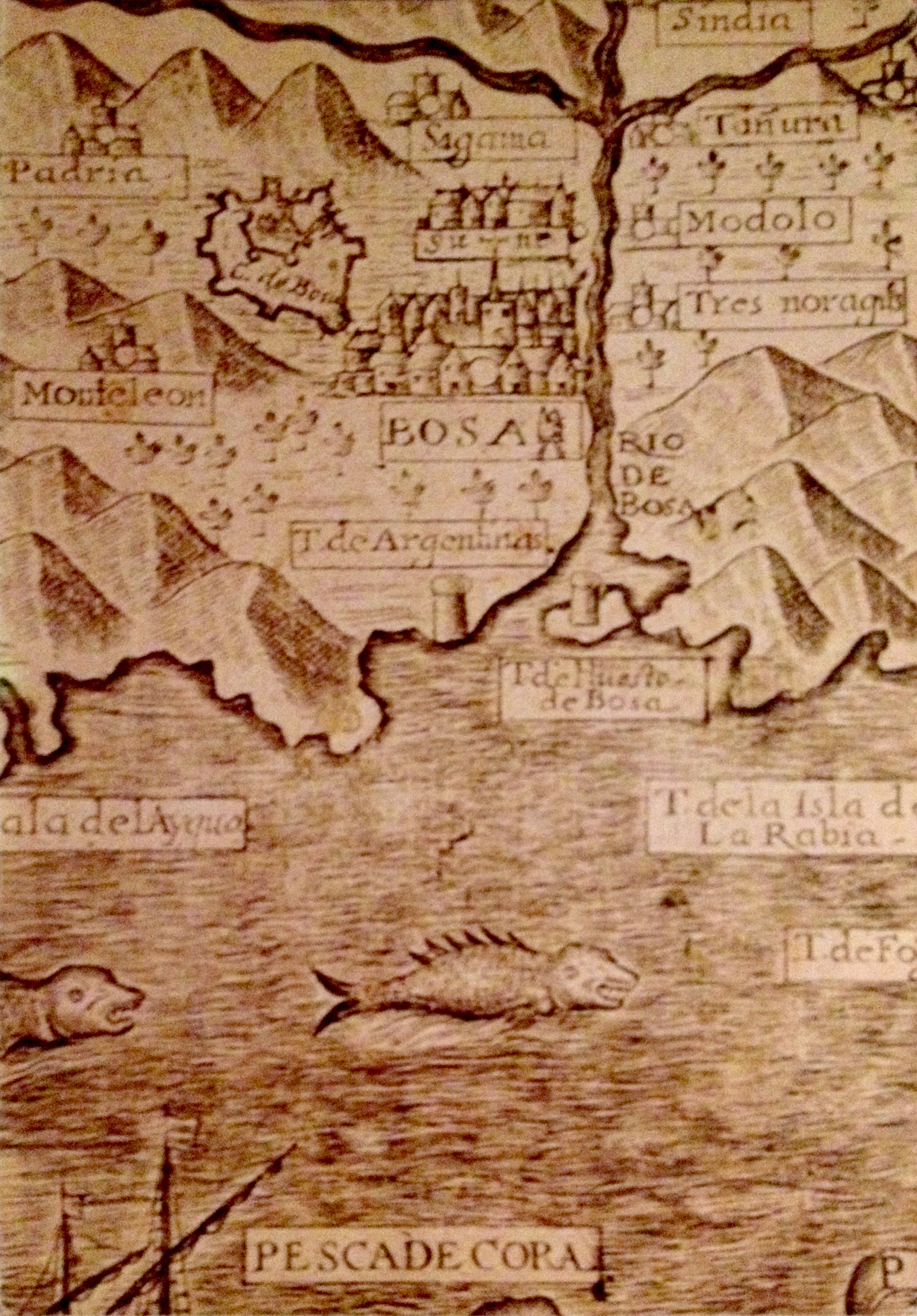
Particolare della carta Descripción de la isla y Reyno de Sardeña con Bosa e le ville della Planargia, XVII secolo

Durante il regno di Carlo II di Spagna (1665-1700), il feudo della Planargia era poverissimo e spopolato, nonché caduto nel disinteresse dei suoi signori, al punto che la città di Bosa ne aveva ripreso di fatto il controllo. Fu così che, nel 1670 la Planargia fu messa all'incanto dalla famiglia Brondo che, nel frattempo si era gravemente indebitata. Il feudo trovò un acquirente soltanto nel 1698 quando Giuseppe Olives lo ottenne per quarantaduemila scudi. Nel 1678 furono proclamate le Corti generali e il re assicurò un finanziamento per la riparazione delle fortificazioni e delle mura della città, nonché per le carceri del castello; fu altresì decretato che il giorno in cui si festeggiavano i santi patroni Emilio e Priamo, fosse feriale. Ulteriori restauri interessarono, nella prima metà dell'anno 1691, la Domus Regia (o Domus Curiae), cioè il palazzo della Corte cittadina. Si trattava di un edificio, sito presso l'attuale vico Palazzo che era appartenuto alla Principessa di Salerno Isabella Villamarí (1503-1559) e che si trovava in precarie condizioni già alla fine del Cinquecento, tanto che i Consiglieri, nel 1635, ne avevano chiesto l'abbattimento perché pericolante.
Nel 1700 morì Carlo II e gli successe, per disposizione testamentaria, Filippo V di Spagna (1700-1724). L'arciduca d'Austria, Carlo VI d'Asburgo, avanzò pretese sul trono, scatenando la cosiddetta Guerra di successione spagnola. Fu così che, nell'agosto del 1708, le truppe anglo-olandesi — alleate dell'arciduca — effettuarono una spedizione in Sardegna e, con la resa di Cagliari, Alghero e Castelsardo, posero fine al dominio iberico sull'isola. La Sardegna aveva cessato definitivamente di essere un regno in unione personale con la corona di Spagna.

## Periodo austriaco (1714-1720) e sardo-piemontese (1720-1861)
La città passò, insieme all'intera Sardegna, a Carlo III degli Asburgo d'Austria con il trattato di Utrecht del 1714, mentre la Sicilia fu assegnata ai Savoia. Filippo V di Spagna, però, non accettò i termini dell'accordo e, nel 1717, occupò le due isole.
La coalizione antispagnola resistette e il 2 agosto 1718, con il Trattato di Londra, venne disposta la cessione della Sardegna al duca di Savoia, in cambio della Sicilia. L'8 agosto 1720 la Spagna fu costretta alla resa.
Sotto il regno Vittorio Amedeo II (1720-1730), la città riacquistò progressivamente una certa importanza: già nel 1721 le barche coralline napoletane furono autorizzate a far quarantena nel porto di Bosa, e di conseguenza fu inaugurato un lazzaretto a Santa Giusta.
La popolazione aumentava progressivamente, sicché dai 3 335 abitanti del 1698, si era giunti nel 1728 a 3 885 e, nel 1751, a 4 609 residenti. E ciò nonostante lo scoppio — nel 1748, nel 1752-1753 e nel 1766 — di alcune gravi epidemie che avevano mietuto un grande numero di vittime ed erano state addebitate ai miasmi del fiume, che emanava un puzzolente e fetidissimo odore. Da tali epidemie, di cui l'ossario della cattedrale ne è documento drammatico, e che determinarono l'intervento di ispettori sanitari, seguì la rivolta dei superstiti.
Carlo Emanuele III (1730-1773) — con decreto del 10 giugno 1751 — autorizzò un gruppo di coloni greci a stanziarsi su parte del territorio di Bosa. Si trattava di un gruppo di famiglie di culto cattolico fuggito dalla Morea nel Seicento e costretto a cercare rifugio in Italia. Avendo ricevuto dall'allora sovrano spagnolo un diniego allo stanziamento in Sardegna, furono costretti a rifugiarsi in Corsica, dove, però, subirono l'ostilità delle popolazioni locali. Su consiglio del conte Bogino, il re di Sardegna — che già aveva concesso eguali diritti di stanziamento in Carloforte ad alcuni schiavi di origine genovese da lui riscattati e provenienti dall'isola di Tabarca — assegnò ai coloni greci una porzione del territorio di Bosa. Furono costruiti una chiesetta dedicata a san Cristoforo e, intorno a essa, il paese omonimo, che prese in seguito il nome con il qual era conosciuta la regione ove era sorto: Montresta. Gli immigrati, però, furono insediati in territori fino ad allora usati dai pastori bosani: non ebbero perciò vita facile, e furono oggetto dell'aperta ostilità della città, spesso sfociata in fatti di sangue. Alcuni emigrarono e altri morirono di malaria, cosicché nel 1836, delle originarie famiglie greche restavano — secondo La Marmora — soltanto un'anziana donna, Giovanna Palmas, e il figlio di un certo Dimas Passerò che fu tra i capi della colonia.
In questi anni, la famiglia Olives — che era titolare dei diritti sulla Planargia dal 1698 — dovette alienare il feudo poiché oberata dai debiti. Ignazio Paliaccio, reggente di toga nel Supremo consiglio di Sardegna, per impedire che il territorio uscisse dal patrimonio familiare della consorte, Angela Fundoni Olives (nipote ex matre di Giuseppe Olives), si premurò di contrattare con i debitori, riuscendo a ottenere la concessione della Planargia con gli stessi con titoli e privilegi con cui l'avevano posseduta i Brondo.
Il 20 aprile 1756 Carlo Emanuele III di Savoia spedì un diploma con il quale accordava a Ignazio Paliaccio e ai suoi discendenti in infinito, successori del feudo nel rispetto della primogenitura, i titoli di marchese della Planargia e di conte di Sindia.
Nel 1770 il viceré Vittorio Ludovico des Hayes, conte d'Hallot, visitò la città di Bosa, di cui segnalò lo stato d'abbandono degli archivi e il malfunzionamento del servizio di antiabigeato. Fu disposto che la città — così come Alghero, Oristano e Iglesias — fosse sottoposta a un piano di riforme e fosse nominato un segretario «più capace di tenere con dovuto ordine, chiarezza e metodo i libri, e le appartenenti agl'interessi di quel pubblico». Si disposero, altresì, miglioramenti in relazione alla seriazione dei libri di regiment, nonché in materia di estrazione e nomina dei consiglieri e impiegati di città, oltre che di barracellato e di ufficio di censorato.
Cambiamenti vi furono anche in materia di culto quando, nel 1771, il vescovo Quasina pose fine all'antico uso cittadino che voleva si celebrasse l'Epifania il 1° di marzo, mediante benedizioni presso il Pozzo de sos tres res; cerimonia che rappresentava il retaggio di costumi pagani cristianizzati mediante la curiosa credenza popolare che voleva che in esso si fossero abbeverati i cammelli dei re Magi, nel loro tragitto verso Betlemme.
Durante il regno di Vittorio Amedeo III (1773-1796), Bosa fu reintegrata nel possesso del territorio di Montresta, dopo un'annosa disputa tra la città, i coloni greci e il marchese di San Cristoforo, Antonio Todde, erede dei diritti feudali sulla regione.
Il 4 maggio 1807 Bosa divenne capoluogo di provincia per decreto del re Vittorio Emanuele I (1792-1821) il quale, contestualmente, autorizzò il prefetto a risiedere nel paese montano di Cuglieri durante i mesi estivi, essendo l'aria della città molto insalubre.
Già nel 1821, tuttavia, un certo Serralutzu di Cuglieri, che fu prefetto a Bosa, riuscì a ottenere — lamentando le continue epidemie di malaria che infestavano la città — il trasporto definitivo della sede provinciale nel paese di Cuglieri, ove nel 1849 fu trasferito anche il Comando militare di piazza. Bosa divenne, contestualmente, capoluogo del secondo distretto provinciale, costituito dai comuni di Flussio, Magomadas, Montresta, Sagama, Sindia, Suni, Tresnuraghes e Tinnura. Si mantennero in città un ufficio di smistamento della posta verso Cagliari, Sassari e il Marghine, nonché gli uffici del capitano di porto, del vice console e del vice uditore di guerra. 
L'amministrazione cittadina era retta da un consiglio civico; provvedeva, invece, alla sovrintendenza dei monti di soccorso per l'agricoltura, una giunta diocesana e, all'amministrazione della giustizia, un regio vicario.

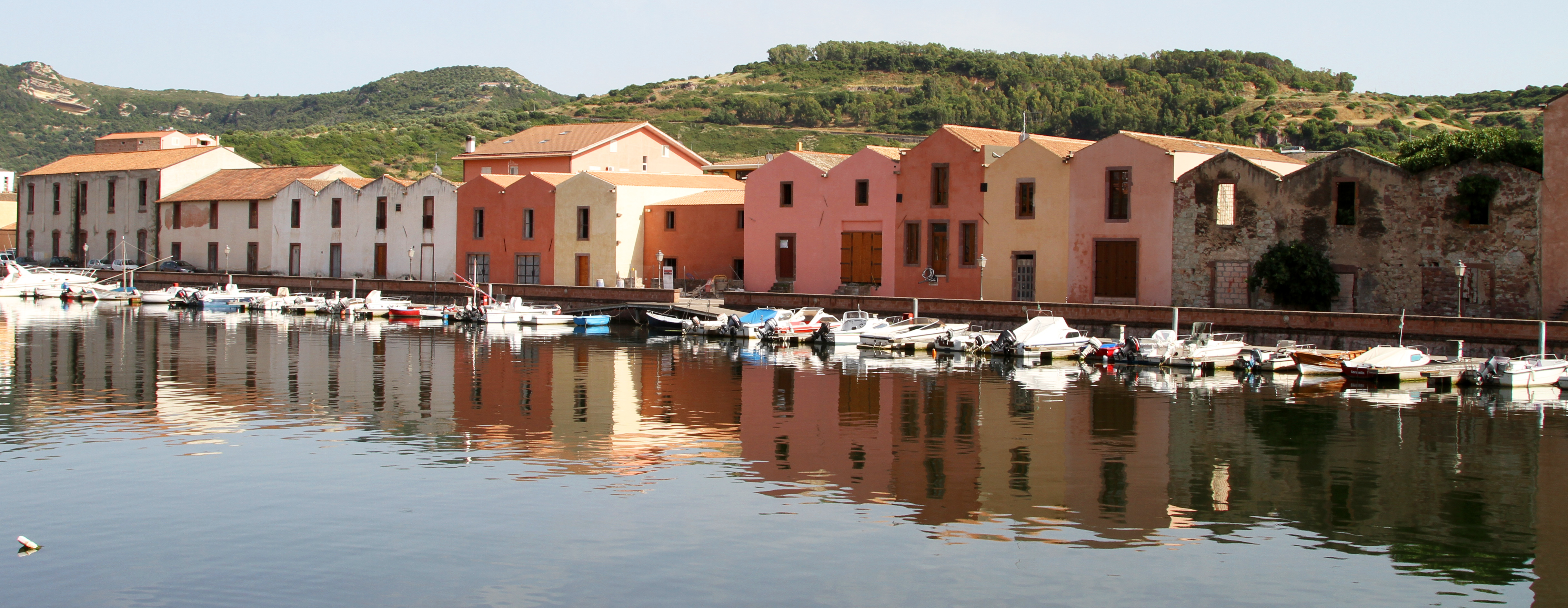
Antiche concerie

Nel 1834, Bosa aveva un commercio molto attivo con l'estero ed era deposito delle merci provenienti dalla Planargia, dal Montiferru, dal Marghine, dalla Barbagia e dalla Nurra; fortemente cresciuta era l'attività conciaria che aveva innovato i sistemi di lavorazione e di organizzazione, riuscendo a rifornire di pelli il legatori di libri di Cagliari e finanche a esportarle verso Genova e la Francia.
Ai margini di un simile progresso, però, numerosa era la schiera dei disagiati, senza tetto e lavoro. All'inizio del secolo, ottocento persone, privi finanche di panni per vestirsi, avevano occupato il castello, ormai abbandonato. Nella chiesetta palatina, fatta ampliare per l'occasione nel 1826, si celebrava la messa per la povera gente, a spese del Governo. Ogni anno venivano estratte a sorte dieci ragazze poverissime e fidanzate, alle quali erano offerti in dote venticinque scudi sardi. Balie stipendiate dalle casse civiche erano preposte alla cura dei bambini abbandonati; già da tempo, inoltre, era garantita assistenza agli orfani mediante i proventi derivanti dalla locazione di alcune abitazioni del centro storico, secondo le disposizioni di un legato che risaliva a Isabella Villamarí. Altri legati si aggiunserò, come quello del canonico Giovanni Pietro Puggioni (1708), o quelli destinati a finanziare l'Ospedale della Santa Croce. In quegli anni, infine, fu adibito un ricoverò di mendicità nell'ex Convento dei Cappuccini. Per venire incontro alle popolazioni che non riuscivano ad avere le provviste per la semina, invece, il vescovo Raimondo Quesada (1750-1758) istituì i Monti Granitici che assicuravano, sotto la direzione ecclesiastica, provviste di sementi con l'impegno della restituzione a raccolto avvenuto.
Già verso la metà dell'Ottocento, le mura — che connettendosi a quelle del castello cingevano la città sino al lungo fiume — erano state, ormai, perlopiù abbattute o inglobate in altre costruzioni, sicché non ne rimanevano che singole porzioni. La città, pertanto, era riuscita a espandersi, libera, in direzione del mare, come prevedeva il piano d'ornato.
Intensa fu l'attività edilizia: già nel 1806 fu ricostruita la cattedrale, a spese del canonico Francesco Simon, mentre sulla riva sinistra del fiume, in prossimità della chiesa di Sant'Antonio, nel 1846 fu costruito un nuovo macello e, nell'anno seguente, si avviò l'appalto per la costruzione della caserma dei Cacciatori franchi.
Grande fu, poi, l'attenzione riservata alla ricostruzione del porto, in memoria di quello preesistente che decadde quando, nel 1528, i bosani ostruirono la foce del Temo per il timore che vi potesse penetrare la flotta francese. Venne chiesta al Governo, che la negò, una franchigia decennale sulle importazioni per finanziare il progetto.
Nel 1843, il re Carlo Alberto (1831-1849, accompagnato dal figlio Vittorio Emanuele, visitò la città, accogliendo la petizione delle autorità locali. Acclamato dalla popolazione, davanti al vecchio episcopio, promise il suo interessamento per la ricostruzione del porto e per il suo inserimento in un progetto di sviluppo economico dell'isola. I contrammiragli Albini e Mameli furono incaricati di abbozzare i primi disegni ma il progetto non fu portato a compimento.
Il 25 dicembre 1847, il re abolì i feudi e i privilegi di classe e concesse lo Statuto. La diatriba per il controllo del castello, che aveva visto come protagonisti la città libera e gli antichi feudatari della Planargia, quindi, fu risolta a favore dello Stato che lo acquisì al demanio, nonostante le proteste del comune.
Nel 1848, in seguito all'abolizione delle province, Bosa fu inclusa nella divisione amministrativa di Nuoro.
Salito al trono Vittorio Emanuele II (1849-1878, l'ispettore Carbonazzi venne in Sardegna con l'obiettivo di riferire circa i bisogni delle province e riferì l'assoluta necessità di ricostruire il porto di Bosa, dando, quindi, il via alla progettazione e alla ricerca dei finanziamenti necessari.
Quando le province furono ripristinate, nel 1859, Bosa entrò a far parte della Provincia di Sassari, mentre nella città rimasero la pretura, alcuni uffici finanziari, il delegato di porto e, infine, il vescovado.
Nel 1860 fu istituito e iniziò a funzionare a Bosa, sotto la direzione del sacerdote e deputato del Regno di Sardegna Gavino Nino, quello che fu il primo regio ginnasio della Sardegna, nonché uno dei primi d'Italia (il ginnasio fu infatti istituito nel 1859 dalla legge Casati per il Regno di Sardegna e soltanto dopo l'Unità fu esteso in tutto il Paese).

## Dall'unità d'Italia ad oggi (1861-XXI secolo)
Or si lava la faccia ogni mattina; / Un dì perplessa: or corre a dismisura / A un porto, che fun già la sua rovina! / Per ville e borghi, ardito, volge i passi / L’errante e industre cittadin di Bosa / Per tutto barattar… persino i sassi. / O città, che al gran volo spieghi l’ale, / Se per fichi e carcioffi sei famosa, / Per debiti sei grande ed immortale!»
(Enrico Costa, Poesia su Bosa, 1895)

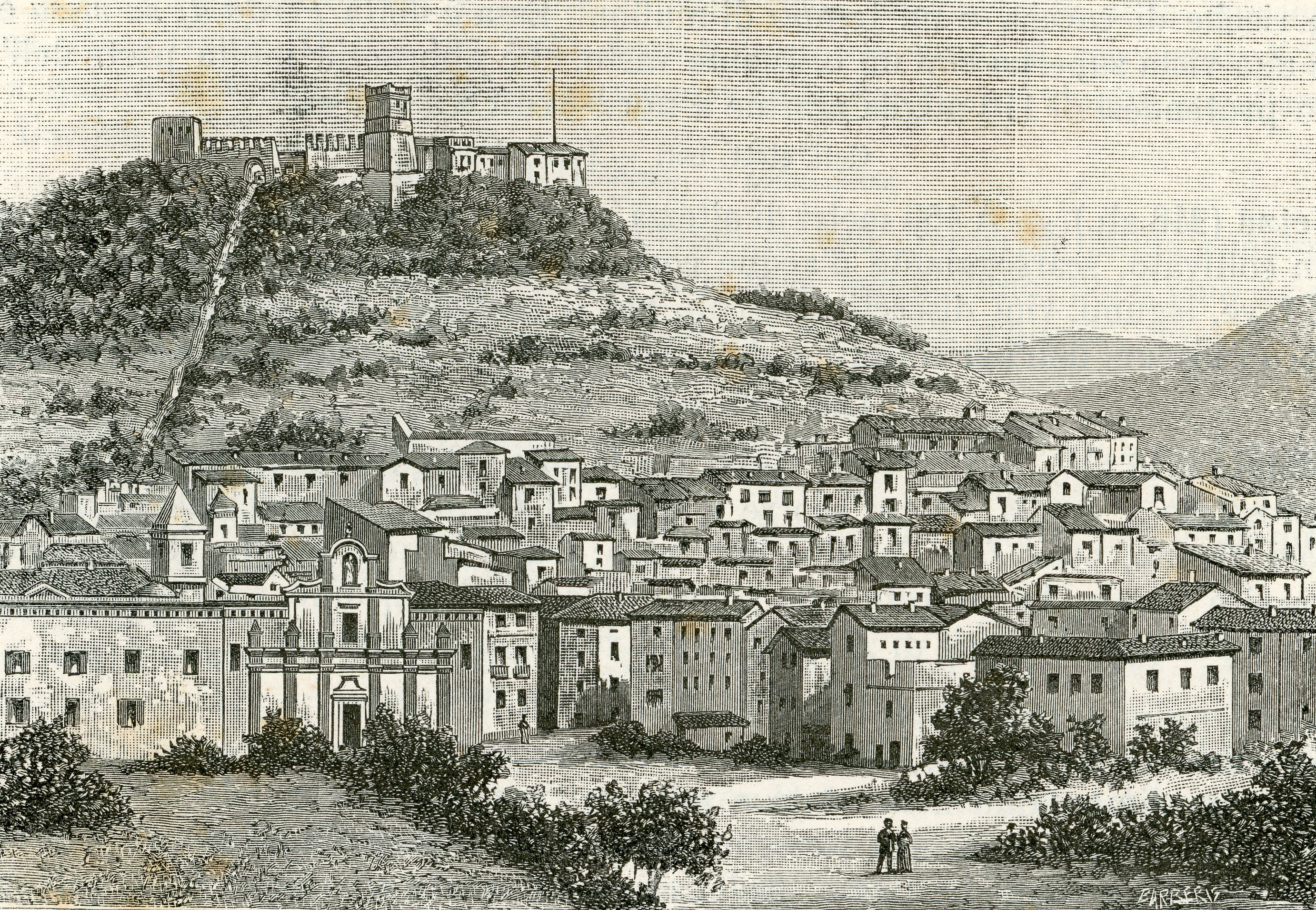
Panorama di Bosa, xilografia di Barberis (1895).

La città conobbe nell'Ottocento un incremento demografico progressivo ma lento: la popolazione passò via via dai 5 600 abitanti del 1821 ai 6 260 del 1844, ai 6 403 del 1861, ai 6 696 del 1881, ai 6 846 del 1901.
Con la scomparsa delle vecchie mura (quasi totalmente inglobate in altre abitazioni o crollate già intorno XVIII secolo), la città si ampliò verso il mare, secondo le indicazioni del piano d'ornato di Pietro Cadolini (1867).
Su disegno dell'ingegnere del Genio civile Pizzagalli, fu edificato il ponte sul Temo (1871), in trachite e a tre arcate, in sostituzione del precedente ponte di legno a sette arcate, che era pericolante già nel 1850 e aveva richiesto continui rifacimenti (tra gli altri, negli anni 1633, 1661, 1724, 1778 e 1789).
Nel 1875, in sostituzione della meridiana collocata nella facciata del Seminario vescovile, nel prospetto della vicina chiesa del Rosario fu installato un moderno orologio pubblico bifacciale, costruito dall'impresa Campazzi di Novara.
Fu poi costruito l'acquedotto (1877) e, dopo aver demolito la chiesa della Maddalena, fu aperta una piazza, abbellita da un fontanone alimentato dalla nuova rete idrica. La costruzione della rete fognaria pose infine rimedio all'ambiente insalubre della città.
Sul piano dei trasporti, in applicazione della legge 5 luglio 1863, n. 1355 (Legge che autorizza una spesa straordinaria per la formazione di un porto nella rada di Bosa), si cercò di far risorgere anche il porto, ormai scomparso da più di trecento anni, congiungendo l'Isola Rossa alla terraferma (1869), senza ottenere però risultati apprezzabili.
In secondo luogo, fu allestita una strada ferrata a scartamento ridotto, che connetté Bosa e Bosa Marina (rispettivamente il a partire dal 1888 e dal 1915) con la stazione ferroviaria di Macomer, consentendo il collegamento con Nuoro e Cagliari.
Queste opere pubbliche testimoniano un'epoca di forte sviluppo economico e diedero alla città un aspetto urbano dignitoso e inusuale per gran parte dei centri isolani dell'epoca.
Tuttavia, per il comune di allora, accanto al miglioramento delle condizioni di vita, il fermento urbano di quegli anni significò anche un forte indebitamento che, sommandosi alla pressione fiscale voluta dal ministero, diede origine ben presto a una rivolta popolare, che sarà il preludio di un periodo di crisi (14 aprile 1889).
Sotto il profilo economico, si assistette al fiorire dell'attività conciaria locale, che si affermò nel mercato esportando i suoi prodotti nella penisola italiana e all'estero (in particolare, in Francia). Fu costruito, infine, un villaggio minerario a S'Ortu e su Giuncu e si avviarono, tra l'Ottocento e il Novecento, diverse altre attività industriali e manifatturiere, che si affiancarono a quelle, più tradizionali, agricole ed ittiche, e alla pesca del corallo.
Rilevante fu anche il fermento culturale: il Regio ginnasio, infatti, poté contare sull’insegnamento di personalità di primo piano: non soltanto del già menzionato Gavino Nino, ma anche – nel primo decennio del Novecento – di Augusto Monti, che sarà maestro, tra gli altri, di Cesare Pavese e di Leone Ginzburg. Per altro verso, un ruolo di primo piano, in materia culturale e di istruzione, ricoprì anche la Società operaia di Mutuo soccorso, fondata il 7 aprile 1867. Nel 1882, il maestro Manca si offrì di insegnare gratuitamente per un intero anno e nel 1903 la società si fece portavoce per la costituzione della Scuola agraria, in esecuzione del volere testamentario del cavaliere Giovanni Antonio Pischedda, ex sindaco della città.
L'instaurazione del regime fascista condusse alla messa al bando dell'associazionismo: nel 1925 fu quindi sciolta la loggia massonica bosana "IV novembre", fondata nel 1923.  Nel 1927, con l'emanazione delle Leggi Fascistissime, fu il turno del gruppo scout locale (Bosa I "San Giorgio", istituito il 5 marzo 1922). 
Sul piano amministrativo, il 1927 vide anche l'istituzione della Provincia di Nuoro e l'accorpamento a essa della città di Bosa, staccatasi definitivamente dalla Provincia di Sassari. Nel 1935 si ebbe la visita del duce Benito Mussolini. Durante un sorvolo sui cieli di Bosa, il 30 maggio 1943 quattro aerei P38 "Lightning" dell'aeronautica statunitense mitragliarono due pescherecci, uccidendo tre pescatori e ferendone altri due.

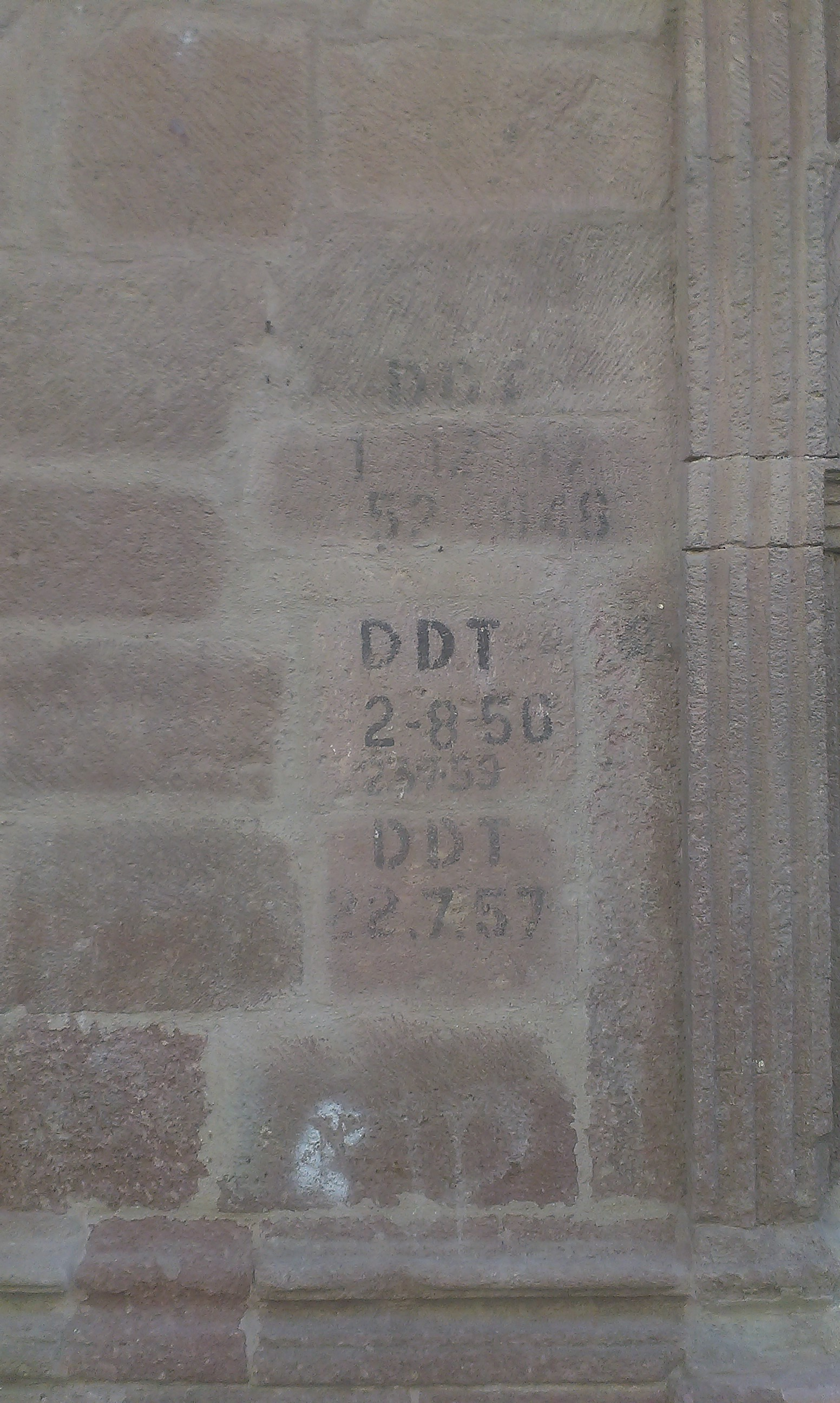
Segnalazioni di avvenuta disinfestazione con DDT presso un’abitazione del Corso Vittorio Emanuele II

Nel dopoguerra, gli statunitensi avviarono un programma di eradicazione della Malaria in città mediante un massiccio utilizzo di DDT, nell’ambito del cosiddetto Sardinia Project.
La popolazione conobbe un'evoluzione relativamente modesta anche nel corso del Novecento (8 632 abitanti nel 1971, ma 7 935 nel 2001) ed è proprio grazie a questa sua scarsa vitalità che Bosa ha potuto mantenere una fisionomia storica sconosciuta in molti altri centri della Sardegna. Negli ultimi decenni l'espansione urbana ha portato al congiungimento del centro alla marina, con interventi edilizi come due nuovi ponti, il primo all'altezza di Terrìdi (anni ottanta) e il secondo (esclusivamente pedonale) presso il centro storico (anno 2000).
Quanto ai collegamenti con il resto della Sardegna, il 14 giugno 1981 si registrò la chiusura, per motivi di sicurezza, della linea ferroviaria, tra le proteste degli abitanti dei centri da essa serviti, parzialmente placate dalla riapertura nel 1982 del tratto da Macomer a Tresnuraghes, dopo che fu sostituito l'armamento dei binari.
La suggestività degli scenari attraversati nel tratto chiuso, e la crescente domanda di turismo ferroviario nell'isola, portarono l'Ente sardo industrie turistiche, la Comunità europea e la Regione a finanziare la ricostruzione della tratta Tresnuraghes-Bosa Marina, che il 10 maggio 1995 fu riaperta al traffico come linea turistica delle Ferrovie della Sardegna (la prima in ordine di tempo). Il capolinea però non si trovava più nella stazione di Bosa ma in quella di Bosa Marina, per via dell'impossibilità di ripristinare il tratto tra i due scali dovuta a fenomeni di erosione del terreno su cui passavano i binari, fatto che avrebbe compromesso la stabilità della ferrovia. L'intera Macomer-Bosa Marina infine venne destinata all'esclusivo uso turistico a partire dal giugno 1997.
Oggi, anche in seguito all'apertura della litoranea per Alghero e al crescente flusso turistico in arrivo nell’aeroporto di Alghero-Fertilia, la città è avviata verso un rilancio turistico, che se rappresenta un'opportunità economica per gli abitanti, rischia di compromettere definitivamente il suo carattere.
Nel maggio 2005, in attuazione della Legge Regionale di riforma delle circoscrizioni provinciali della Sardegna, il comune di Bosa è passato dalla Provincia di Nuoro alla Provincia di Oristano.